# Alfarnate
Alfarnate es un municipio que se encuentra en el extremo nororiental de la provincia de Málaga, dentro de la comunidad autónoma de Andalucía en España, lo que se conoce como la Alta Axarquía. Se encuentra rodeado por las sierras de Enmedio, Palomera y Jobo y su centro urbano está a 888 m sobre el nivel del mar (alcanzando los 925 m en la ermita de Monsalud); característica que no se refleja en sus calles que son llanas y solo se estrechan en determinados puntos de la población. Ocupa una extensión de 34,0661 km² y pertenece al Corredor de Málaga, conocido anteriormente como Campo de Cámara, junto a Casabermeja, Colmenar, Riogordo, Alfarnatejo y Comares. Tradicionalmente, Alfarnate ha mantenido la mayoría de contactos por carretera con Málaga y Granada. Está supeditado al partido judicial de Málaga y al arciprestazgo de Archidona-Campillos y según datos oficiales del padrón municipal cuenta con una población de 1039 habitantes (2022).
Los orígenes de la ciudad se remontan a la Prehistoria dados los restos localizados en las Terrazas del arroyo Palancar y Morales que, según el estudioso José Ramos Muñoz, pertenecen al periodo Musteriense o Paleolítico medio. Sin embargo, no será hasta el periodo musulmán (siglo IX) cuando se empiece a tratar el nombre de Alfarnate con esta designación, Al Lawnat. El nombre actual procede, de hecho, del árabe -al-farnat-, es decir, molinos de harina.
Su economía se basa en el sector primario de agricultura y ganadería mayoritariamente, teniendo asimismo cabida el sector servicios, construcción e industria, aunque en menor medida.
De entre sus fiestas, aunque se siguen todas por locales y foráneos, las de mayor afluencia son la Feria de San Antonio en junio y la Fiesta de septiembre, encumbrada por los actos de la Embajada de Moros y Cristianos. Ni que decir tiene que durante ambas festividades, se saca en procesión a la advocación mariana de la Virgen de Monsalud, muy querida en el pueblo y alrededores, donde la conocen como La Callejera por la cantidad de veces que procesiona a lo largo del año.
Popularmente, a esta localidad se le denomina El Lugar, término usado para referir que es un municipio de nueva planta erigido por la dominación cristiana y que alude a su origen como pequeña población que dependía de otra.

## Toponimia
El nombre del pueblo parece provenir de la palabra árabe Al-farnat, que significa ‘molino de harina’. Aparece documentada la referencia en el siglo X como zona de fuerte producción de harina en los escritos del cronista del siglo X Ahmad al-Razi, donde se recoge la importancia del cultivo de trigo en aquella época y los susodichos molinos harineros. En el pueblo vecino de Alfarnatejo todavía se pueden contemplar dos molinos harineros que funcionaban con el agua del arroyo (en siglos anteriores de mucho caudal) y que dan una idea de lo que era esta zona en aquellos tiempos.

## Geografía física

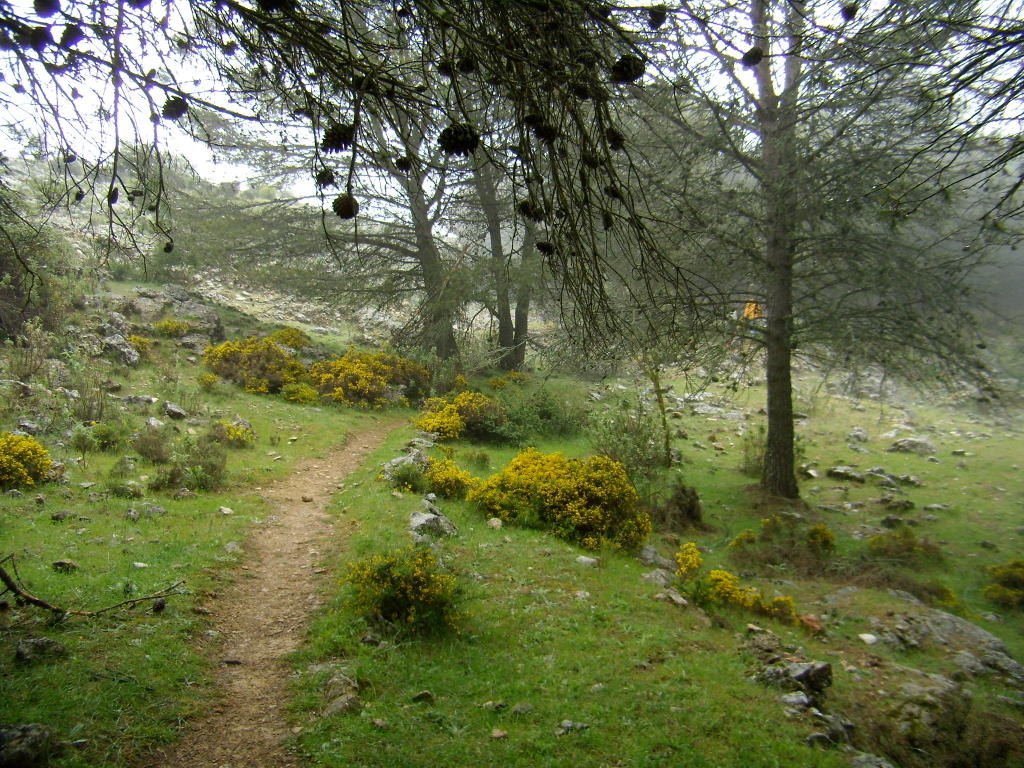
Pinar del pico Vilo.

### Ubicación
El término municipal de Alfarnate se encuentra al noreste de la provincia de Málaga correspondiendo a la comarca de la Axarquía. Sus límites lindan con Granada y Málaga, situándose en una posición privilegiada al encontrarse prácticamente a una hora de distancia, 84 km y 54 km de cada uno. Concretamente, hace frontera con Loja y Zafarraya (municipios ambos granadinos) al norte y noreste respectivamente, en dirección noroeste con Colmenar, Villanueva del Rosario y Villanueva del Trabuco; con Periana en dirección sureste y sur y con Alfarnatejo al suroeste, con quien comparte numerosas similitudes ya que los separan apenas 4 km.
Situado en el norte de la provincia, es el pueblo más alto y se halla completamente rodeado de sierras pertenecientes al movimiento geológico de la Subbética con formaciones de dolomías y margocalizas, como la Sierra de Camarolos por el suroeste y la Sierra del Jobo, cuyas cimas forman la frontera de su término por oeste y noroeste, con el pico del Chamizo (1641 m s. n. m.). El norte geográfico es también, con el puerto de los Alazores, la divisoria con la Sierra de Alhama que la recorre de norte a sureste, con formaciones como el Tajo de las Palomas (1302 m s. n. m.), para encontrarse en el Puerto del Sol (1100 m s. n. m.) con la Sierra de Enmedio que la delimita por el sur con picos como el de Vilo (1415 m s. n. m.), Gallo (1361 m s. n. m.) y el Morrón de Malinfierno que protege el pueblo por el sur (1077 m s. n. m.). En medio de estas sierras de considerable altura, Alfarnate se emplaza en una depresión, lo que lo convierte en un pueblo axárquico de lo más singular por su rasgo de pueblo de montaña.

### Orografía
El terreno del término municipal de Alfarnate supone un contraste pronunciado entre valles y sierras. La orografía del mismo se caracteriza por ser una pequeña cuenca o semipoljé en términos científicos, en la que la altitud promedio se aproxima a los 880 metros y consta de sedimentos de arcillas y areniscas. El perfil montañoso es escarpado y abrupto con centro en el Puerto de los Alazores.
Sierras como la Palomera al norte, al sur la de Enmedio (unida al este con la de Guaro) y las sierras Gorda y San Jorge al oeste, delimitan la depresión de Alfarnate. En esta última, la cota alcanza los 1418 m en Alfarnate. El pico de Chamizo, enclavado en la sierra del Jobo, destaca por encima del resto por ser el más elevado, con 1637 m. Otras cimas que también se pueden encontrar son la de Vilo (1416) y la de Gallo (1361). Como picos secundarios, tenemos el Pescaíto, Utrera y Malinfierno. La máxima altura a la que se llega en Alfarnate son los 1451 m en una zona próxima al pico de la Torca.
En cuanto a la topografía, encontramos tres tipos de suelo: suelos aluviales en la vega, especialmente en la sierra de San Jorge, Villa Elvira y el centro de la depresión. Presenta unas características ideales para el cultivo de cereal de invierno y hortalizas. Por otra parte, suelos pardos-calizos de margas; excelentes para cultivar en una zona donde predomina el olivo y suelos pardos-calizos arcillosos; es el tipo que prevalece en las sierras y es extraordinario para el cultivo de almendros, no obstante, en él destaca la presencia de plantas silvestres al tratarse del suelo característico de las sierras.

### Hidrografía
Podemos localizar en este municipio tres acuíferos, que son sierra Camarolos, Alfarnate y Sierra Gorda. El primero está en el extremo oeste de la localidad y forma la frontera entre las cuencas de los ríos Guadalhorce y Vélez, componentes de la Cuenca Hidrográfica del Sur. Desagua a través de fuentes como la del Peñón y del Chamizo, esta última caracterizada por ser ferruginosa. El acuífero de Alfarnate se halla al este, recogiendo este los afloramientos calizos procedentes de las sierras de Enmedio y los Tajos de Alfarnatejo. El último se trata del de Sierra Gorda, situado en el límite oriental de Alfarnate. El de la Sierra Gorda ocupa el extremo oriental del municipio y corresponde a las sierras de Gorda, Loja y la de Alhama en parte.
Fuentes y manantiales naturales que afloran en esta zona son Las Pilas del Cerezal, del Prado Herrera, del Castillejo, de Barrionuevo, de Villa Elvira, la Fuente de Villa Elvira, la de Uveros, Chirula y del Buitre. A partir de las citadas fuentes, van a surgir arroyos que se originan de la sierra de Matagallar, la sierra del Jobo y la sierra Enmedio, además de los arroyos Palancar y Morales.
El arroyo Palancar es el que divide a la población en dos y acaba hermanándose con el arroyo Morales a un kilómetro de Alfarnate. De este hermanamiento, surge un afluente que se va a denominar río Sábar, el cual provoca extensos aterrazamientos y aluviones una vez alcanza la depresión.
Cabe destacar que el agua de Alfarnate es bicarbonatada cálcica y goza de unas características excepcionales al proceder de manantial, lo que le otorga una mineralización relativamente débil.

### Clima
Según la clasificación climática de Köppen, se encuentra situado en una región de clima mediterráneo típico (Csa) pero presenta ciertas peculiaridades ya que se sitúa en un microclima dentro de la zona mediterránea, donde los veranos son muy secos, como es habitual en el clima mediterráneo típico, y los otoños son de lluvias muy intensas. Asimismo, le influye la altitud pues acumula el doble de las precipitaciones recogidas en otros puntos de la Axarquía malagueña. Ello también repercute en las temperaturas, que en invierno son más frías y en verano, más suaves.

## Naturaleza

### Fauna y flora

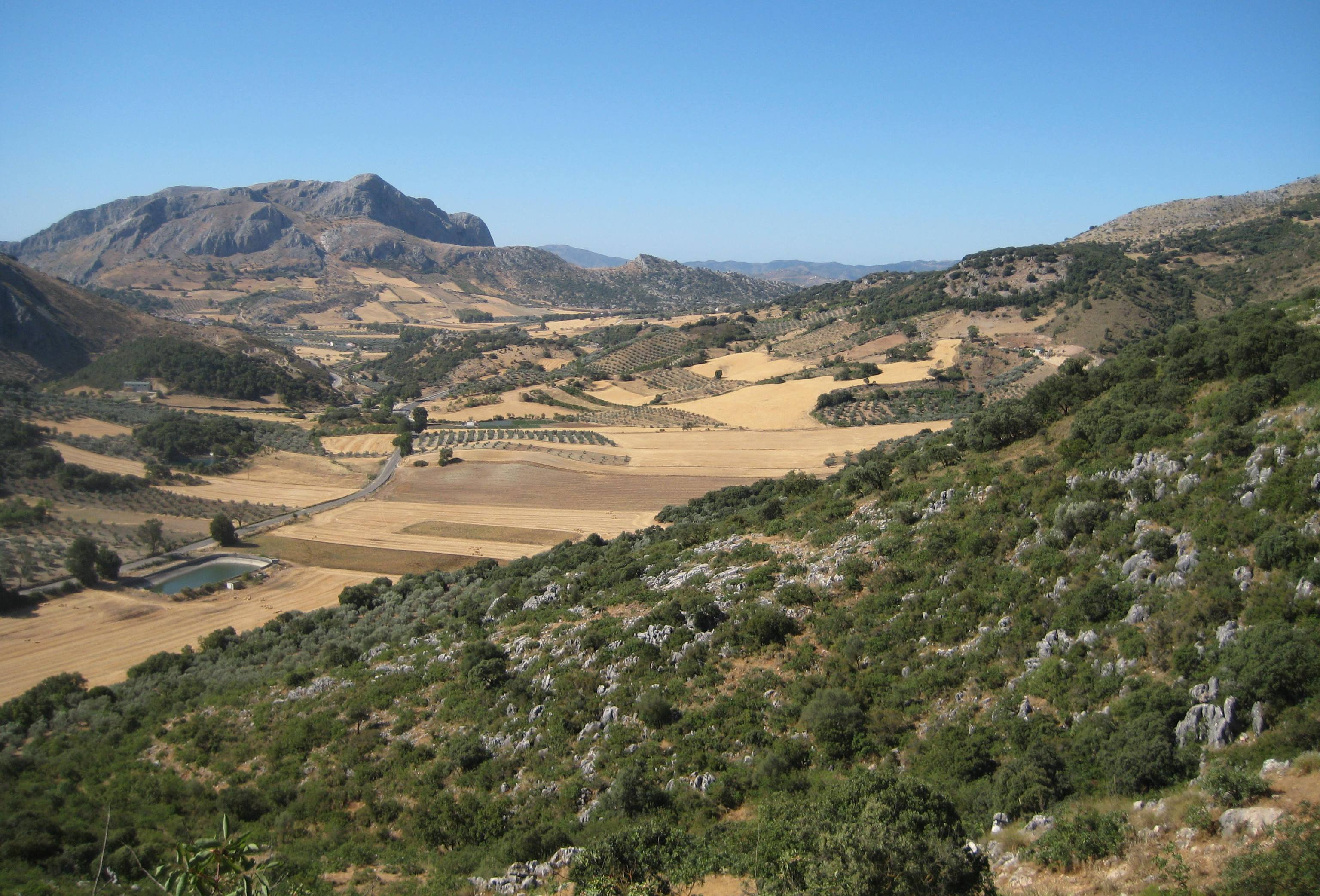
Campos de Alfarnate.

#### Fauna
Existen en Alfarnate multitud de especies de vertebrados e invertebrados. De las primeras, tenemos mamíferos tales como el conejo, la liebre, el jabalí, el zorro rojo y la cabra montesa. La perdiz y la tórtola figuran entre las aves. Reptiles como la salamanquesa, la lagartija ibérica, la culebra de agua o viperina y el lagarto ocelado están presentes asimismo. Algunas especies que han reducido su número son el lobo y el buitre leonado común.

#### Flora
La flora se divide en cuatro tipos según el lugar en que brotan: en zonas de influencia antrópica aparecen las malas hierbas, destacando la presencia de chillón, malva común, correhuela y amapola, entre otras; en zonas de humedad abundante, hay vegetación de ribera, tales como el poleo, el junco, la zarza y el chopo negro, aparecen rasgos de bosque mediterráneo esclerófilo, como la encina, el durillo, la zarzaparrilla y la nueza, y de bosque caducifolio, con ejemplares de quejigo, espino, escaramujo o rosal silvestre, arce de Montpellier y endrino pacharán. Plantas como el romero, la jara, la cornicabra, la coscoja y la encina achaparrada estarán también presentes. En otoño, las setas se dejan ver por los campos, como la Cortinarius trivialis, la Bovista plumbea o la seta de cardo Pleurotus eryngii. Los pinos carrascos son muy frecuentes en la sierra Enmedio, cerca de la Ermita de Santo Cristo y en el Camping municipal. Musgos, líquenes y helechos estarán presentes asimismo.

#### Zonas protegidas
Un número considerable de las cadenas montañosas aquí halladas se encuentran amparadas bajo algún tipo de forma jurídica. De este modo, 423,178 hectáreas de la sierra de Enmedio se consideran Monte Público; el cerro de los Alcornocales y los Alcornocales (21,18 ha) como Zonas de Interés Ambiental y el Nevazo que es de Interés Paisajístico, entre las más relevantes. En su conjunto, componen el 71,21% de la superficie, es decir, 2394,61 ha.

## Historia

### Prehistoria
Los primeros pobladores se instalaron en estas tierras en el periodo Musteriense (entre los años 100 000 y 30 000 a. C.), por lo que serían los neandertales quienes se asentaran por vez primera en aquellos valles vírgenes. Las razones de su elección son numerosas; se trataba de una localización provista de agua en forma de multitud de arroyos, animales para la caza y vegetación variada de la que recoger sustento. Además, se proveían del sílex y las calizas silíceas procedentes de la sierra de Enmedio, así como los sedimentos descubiertos en las terrazas fluviales para fabricar sus propios utensilios, concretamente, las del arroyo Palancar y Morales.
Del periodo comprendido entre el Pleistoceno superior y el Neolítico medio-final, no ha habido ningún hallazgo de actividad humana en la zona. Habrá que esperar al Neolítico final para volver a tener testimonios de ello, aunque no demasiados. Sí que se producen con mayor abundancia para los restos de la época del Calcolítico-Bronce, muestra de ello serán los descubrimientos sucedidos en el Puerto de los Alazores a 1040 metros. Correspondiente a la Edad del Bronce, se encuentra un enterramiento en el Puerto del Sol; se trata de un sepulcro individual localizado cerca del cortijo de Villa Elvira enmarcado por dos lajas. Para realizar el enterramiento, se había extraído tierra y amontonado como escombrera, donde aparecieron fragmentos de un vaso confeccionado manualmente, un cuenco semiesférico, dos cuchillos, fragmentos de sílex y una mandíbula inferior humana.

### Edad Antigua
Sucediendo en la historia, los siguientes restos encontrados podrían ser de época romana, ya que no se tiene completa certeza de ello, en el cerro del Castillejo. Destacar que durante esta fase, existirían dos vías cuyo itinerario pasaba cerca de la localidad.

### Edad Media
Sería el anterior enclave un lugar de predilección a lo largo de la historia ya que en la época musulmana también se encontraron aquí restos arqueológicos, especialmente de una modesta fortaleza, una alquería y de cantidad de monedas emirales y califales. Empezará a utilizarse la denominación de Al Lawnat para este emplazamiento en el siglo IX que, de acuerdo a Joaquín Bermejo Vallvé, se trataría del actual Alfarnate. La producción de trigo será abundante durante esta época en la localidad, de ahí la construcción de instalaciones para su molienda, como son los molinos harineros, y las referencias a ello incluidas en su nombre, como se ha dicho anteriormente.
Durante el periodo islámico, la localidad estaría supeditada bajo el poder de una ciudad llamada Zalia, que corresponde actualmente a los municipios de Alfarnate, Alfarnatejo, Periana, Viñuela y Zafarraya. Estuvo considerado un territorio de gran auge económico en Málaga debido a sus excelentes zonas de regadío, montes y su magnífica comunicación para la exportación de mercancías, sin embargo, esta prosperidad no duraría eternamente y es que después de la toma cristiana de Antequera, Archidona, Alhama de Granada y Loja en el siglo XV, la decadencia será notable, hasta que a finales del mismo, en 1485, fue abatida en contienda. Con el propósito de prepararse a la toma cristiana de Vélez-Málaga, Fernando el Católico acondiciona los accesos a la misma para facilitar el transporte de artillería creando, entre otros, el puerto de Alfarnate. A partir de la deseada caída de Vélez-Málaga en 1487, Zalia se incorpora a la corona de Castilla y los Reyes Católicos entregan estos dominios a Vélez-Málaga a través de una carta de Privilegio un año después.
Ante la situación deplorable en que se mantenía Zalia, la zona malagueña se dividirá por dos repartos en diez pagos, entre los que se encuentra Alfarnate. Tras los repartos, la parte que correspondió a Alfarnate fue de 728,65 ha.

### Edad Moderna
De 1489 a 1490, se empezó a repoblar la zona con colonos procedentes de toda Andalucía. Tras varios años de contienda, descubrirían un terreno prácticamente virgen. El sitio exacto en que se emplazaran estos pobladores aún sigue siendo difuso; unos lo sitúan en el Puerto de los Alazores y otros en la Venta de Alfarnate, o incluso donde hallamos la actual localidad. Por entonces, Alfarnate y Alfarnatejo eran realengas. En 1609, Alfarnatejo ya tendría un alcalde nombrado por Vélez, en cambio, Alfarnate sería un municipio de chozas y casas humildes de teja.
Del siglo XV al XIX, en esta zona se acometen numerosas contiendas entre Vélez-Málaga, Loja, Alhama de Granada y Málaga por la proximidad de Alfarnate con las mismas, la más complicada sería la que se disputaba la Dehesa de Zafarraya. Desde 1771 a 1781, 400 alfarnateños trataron de adquirir legalmente 128 hectáreas pertenecientes a la misma, en concreto, próximas al Pecho de Santa María. Ante la negativa de la ciudad de Alhama, los ciudadanos lo comunicaron al Consejo de Castilla, quien convocaría un cabildo en que participaron 172 vecinos junto a 90 más que se unieron después. Se acordaría entonces anexionarse territorios de Marchamona y la Mojeda ante el visto bueno de los funcionarios, sin embargo, las ciudades a las que les pertenecían no lo admitieron, sobresaliendo la oposición de Alhama al considerar que los alfarnateños eran los más pudientes de Vélez, quienes trabajaban la ganadería, la agricultura y la trata de lana. 1779 sería el año en que se comunicó a Alfarnate la oposición a la anexión de terrenos que desembocó en revueltas populares y muertes. También existió disputa por la Dehesa del Rey y la del Campo de Cámara con una trama similar. No será hasta 1874 cuando se delimite finalmente la línea divisoria entre Alfarnate y Loja a través de un acuerdo entre los alcaldes de ambos. Ya se reconoce con el título de Puebla.

### Edad Contemporánea
En el transcurso de la Guerra de la Independencia, año 1811 exactamente, hubo desplazamientos de tropas francesas y españolas por el municipio. En concreto, en marzo, el general Vichery y el comandante Bellanger, del ejército francés, irán de Canillas de Albaida a Alfarnate para enfrentarse al jefe español Cebrián, quien al verlos prefiere retirarse. Para echar al español Pedro Sola de la zona de la Alta Axarquía, cuyo ejército se conformaba de 100 soldados de caballería y 1200 de infantería, tardaría Vichery dos días (4 y 5 de agosto).
En 1815, el pueblo de Alfarnate reclama al rey Fernando VII el título de villa y la independencia de Vélez-Málaga, con el beneplácito de este.
Para 1840 y en referencia al Diccionario geográfico-estadístico-histórico de España y sus posesiones de Ultramar de Pascual Madoz, “(…) Alfarnate cuenta con 3004 habitantes. (…) Cuenta con dos molinos harineros. Las labores del campo se hacen con 100 pares de mulas y 20 de bueyes. Sus campos producen trigo, cebada, garbanzos, habas, escanda, yeros y lentejas.” “Ambas poblaciones (refiriéndose a Alfarnate y Alfarnatejo) reciben la correspondencia de Loja”. 
En esta época, surgieron los bandoleros después de la Guerra de la Independencia, al transformarse los guerrilleros en salteadores y bandidos, debido a la repartición de tierras y la pobreza palpable entre los ciudadanos agravada por la invasión francesa. En la Axarquía, tendrán su auge en el siglo XIX, testimonio de ello son las evidencias encontradas en la Antigua Venta de Alfarnate, como un azulejo encima de la puerta que da al calabozo que reza lo siguiente: “En marzo de 1824, pernoctó en este calabozo el bandido madrileño Luis Candelas durante su conducción de Madrid al presidio de Málaga, donde cumplió condena por el robo de dos caballos y una mula”. Fuera, encontramos otro que atestigua el hurto en 1850 de la correspondencia que venía de la Chancillería de Granada. Bandoleros conocidos que rondaron el municipio serán el Pernales, Luis Candelas, José María «el Tempranillo» y Luis Muñoz García alias «el Bizco del Borge». Este último tuvo una historia morbosa y es que tuvo una amante oriunda de Alfarnate de nombre Isabel. Contrajo matrimonio con ella y engendró un hijo, no deseado por él. En 1867, asesinó al Chirrina, que había estado anteriormente con su cónyuge y al hermano de esta. A partir de entonces, se fue al monte junto a Melgares y Frasco Antonio. En 1889, fue acribillado por la guardia civil en Lucena (Córdoba) delatado por sus compañeros. Se dice que al identificar su cuerpo en el hospital, Isabel exclamó «me alegro» por tan mala actitud como tuvo este con quien fuera su esposa.
Tras la Guerra de la Independencia y el desarrollo del siglo XIX, su término como el de Alfarnatejo va a ser paso hacia la costa y refugio de bandoleros en sus carrocerías, mientras que eran perseguidos por la guardia civil, apodada como los «migueletes».
De 1800 a 1850, sucede un caso peculiar y es que empiezan a darse desplazamientos de turistas para encontrarse con los bandoleros, dada su reputación de románticos, justicieros y galantes. 80 de estos viajeros pasaron por Málaga contándose dos como los únicos que arribaron hasta Alfarnate.
Siguiendo el transcurso de la historia, en 1931, se declara la II República en España y la guerra civil en 1936 y, en estos momentos, Alfarnate va a permanecer en la zona republicana. Hasta la toma nacionalista acaecen numerosos acontecimientos, entre otros, el asalto a la iglesia y ermita de Alfarnate, que a partir de este momento se utilizarían como almacenes. Asimismo, se produjeron asesinatos por parte de los milicianos a personas como el sacerdote de Alfarnate José Torres Sánchez y Eliseo Vivas García en el enclave conocido como «La Cruz del Cura».
El 5 de febrero de 1937, las tropas italianas que venían de Loja alcanzaron el puerto de los Alazores. El ejército republicano se ocultaba en este lugar y, a pesar de estar compuesto por personas inexpertas en el oficio militar, aguantaron con firmeza atrincherados en los búnkeres existentes en aquel emplazamiento a cada lado de la carretera. Sin embargo, al término del día, acaban ocupando el acceso, dando paso a la entrada al día siguiente de la columna 8.ª Centuria de la falange de Granada. Pero los republicanos no se dieron por vencidos tan fácilmente y algunos de ellos siguieron la lucha armada de 1944 a 1952, conociéndose como guerrilleros o maquis. Se constituyeron en Alfarnate dos cuadrillas: la de Emilio Martín Reina «el Leño» y la de Salvador Arrebola Godoy «Candiles». Este último tenía un modus operandi propio; instalaba vallas de piedras con el fin de obstaculizar el paso de los camioneros en el acceso de Colmenar y así robarles el dinero que llevaran. Seguiría sus hazañas hasta 1950, cuando se descubrió el cortijo en que se escondía y murió de una granada de mano que le lanzó un guardia civil. Fue expuesto con algunos camaradas suyos en la puerta del Ayuntamiento con pose chulesca, imitando que fumaban un cigarrillo con el propósito de escaldar a la población.
De 1950 a 1960, los alfarnateños disponían de agua potable gracias a las tres fuentes públicas que se podían encontrar en el núcleo urbano (el Pilar, el Pilarillo y las Pilas de la Arquilla). El Pilar estaba formado por dos caños de bronce y una pila de piedra donde bebían los animales, además de una segunda pila, próxima a la primera, de mayor longitud y menor anchura que sería para que las mujeres hicieran la colada. El Pilarillo tenía dos caños que emergían de la pared y desembocaban a una amplia pila. Por último, las Pilas de la Arquilla, que suministraban agua a las tres pilas para el ganado. Esto sería hasta 1957, en que el alcalde Juan Luis Melendez ordenó realizar dos perforaciones para buscar agua potable que abasteciera al pueblo. A consecuencia de los sondeos, las tres fuentes se secaron. Al no tener el resultado esperado, se intentó de nuevo, en esta ocasión en la Pedriza de la Ronda y zona del Ejido (los cuales continúan proporcionando agua, el segundo solo en ocasiones excepcionales). Esta vez sí que se halló agua y se empezó a distribuir a cada casa.
En la segunda mitad del siglo XX, la situación económica era favorable según el libro Reseña Estadística de la provincia de Málaga, donde relata que en 1956 Alfarnate disponía de un molino de harina con un rendimiento de 4500 kilos al día, tres molinos o fábricas de aceite, un cine-teatro con capacidad para 300 personas y una fuente de dominio público. Durante este periodo, se pone en marcha el Plan de Estabilización de 1959 que transformará la agricultura y la ganadería en tanto que se reduciría drásticamente el cultivo de leguminosas y cereales, así como el número de cabezas de ganado, acabando incluso con actividades económicas como las posadas, herrerías y molinos harineros, entre otras.
La noche del 21 de enero de 1970 no dejó indiferente a ningún vecino de Alfarnate y es que en el acceso de Colmenar a Alfarnate kilómetro 521, sucedió el “hundiero”, lo que supuso un deslizamiento de tierra y un derrumbe rocoso de tierras procedentes de la ladera.
El último hito destacable del siglo XX en este municipio sería el de las primeras elecciones democráticas a alcalde en 1979, donde salió elegido Juan Verdugo Palma del P.C.E.

## Geografía humana

### Demografía
Cuenta con una población de 1046 habitantes (INE 2024).
| Gráfica de evolución demográfica de Alfarnate entre 1842 y 2021                                                       |
| |
| Población de derecho según los censos de población del INE. Población de hecho según los censos de población del INE. |

Según los datos del INE, en 2022, el municipio de Alfarnate contaba con 1039 habitantes, de los cuales 505 eran mujeres y 534 eran hombres.
Como se ve en la gráfica, desde mediados del siglo XX, la tendencia demográfica ha sido a la baja, debido a la emigración de la población, principalmente de los más jóvenes, a la capital y la baja natalidad anual. Esta estructura de la población es frecuente en el régimen demográfico moderno, con una tendencia hacia el envejecimiento de la población.

### Comunicaciones

#### Conexiones

##### Carreteras
Se accede desde la MA-4101, MA-4102, MA-4103 y A-4152.

##### Autobús
Alfarnate no está integrado formalmente en el Consorcio de Transporte Metropolitano del Área de Málaga, aunque las siguientes líneas de autobuses interurbanos operan en su territorio:
| Línea | Trayecto                           |
| ----- | ---------------------------------- |
| M-251 | Málaga-Colmenar-Riogordo-Alfarnate |

##### Taxi
Dispone asimismo de servicio de taxi, contando con dos licencias y siendo los taxistas Daniel Bello Vázquez y Daniel Bautista Romero.

### Economía

#### Sectores

##### Sector primario
Tradicionalmente, en este municipio, la economía se ha basado en el sector primario, fundamentalmente agricultura y ganadería, quedando distribuido en terreno cultivado, forestal y otros usos como ríos y terreno improductivo, asimismo algunas partes de terreno se dejan en barbecho. Entre los cultivos que proliferan, tenemos los cereales (trigo, cebada y avena) y las leguminosas (garbanzos, habas y veza). Desde finales del siglo pasado, el cultivo cerealístico se está reduciendo debido a la implantación de tierras de regadío, generalmente de verduras y hortalizas y de olivo. De entre ellos, predominan las variedades hojiblanca, verdial y, en menor grado de importancia, picual, manzanilla y lechín. Otros árboles presentes por esta zona son los manzanos, almendros y cerezos, siendo este último especialmente propicio en este enclave, ya que las bajas temperaturas de la zona la hacen idónea para la producción de la misma. De este modo, llega a conformar el cerezo un recurso turístico para el municipio, ya que atrae numerosos desplazamientos de visitantes de todos puntos de la comarca. En consecuencia, cada año se celebra desde 2006 el Día de la Cereza, que coincide con la fecha de recolección de dicha fruta. Asimismo, durante la floración de los cerezos también se realizan eventos como la Sakura Alfarnate, en que el pueblo junto a sus habitantes se “convierte” en un municipio japonés, dada la similitud de estos campos florecidos con los del país nipón.
En relación con la ganadería, podemos afirmar que es una actividad económica en declive, sin embargo, aún se pueden ver ovejas, cabras y vacas pastando por los campos o en establos. La población avícola y porcina también está presente aunque en menor medida. Muestra de aquel pasado prolífico en ganadería, se conservan todavía ciertos vestigios, como son las pilas, los corrales de ganado y las vías pecuarias, que forman parte del patrimonio material etnográfico del Lugar.

##### Sector secundario
Se conserva en pequeña medida la artesanía del esparto y la industria alimentaria se desarrolla a través de la comercialización de productos tales como mantecados y roscos carreros, típicos del municipio.

##### Sector terciario
Al ser un municipio pequeño, no existen grandes superficies sino entidades minoristas. Dentro de este sector, tenemos negocios como ferreterías, establecimientos de ultramarinos, un banco, servicios de restauración y servicios de hospedaje. Estos dos últimos corresponden al sector turístico que está empezando a atraer a numerosos visitantes, mayoritariamente dentro de la especialidad de turismo rural y turismo etnográfico.

### Símbolos

#### Escudo

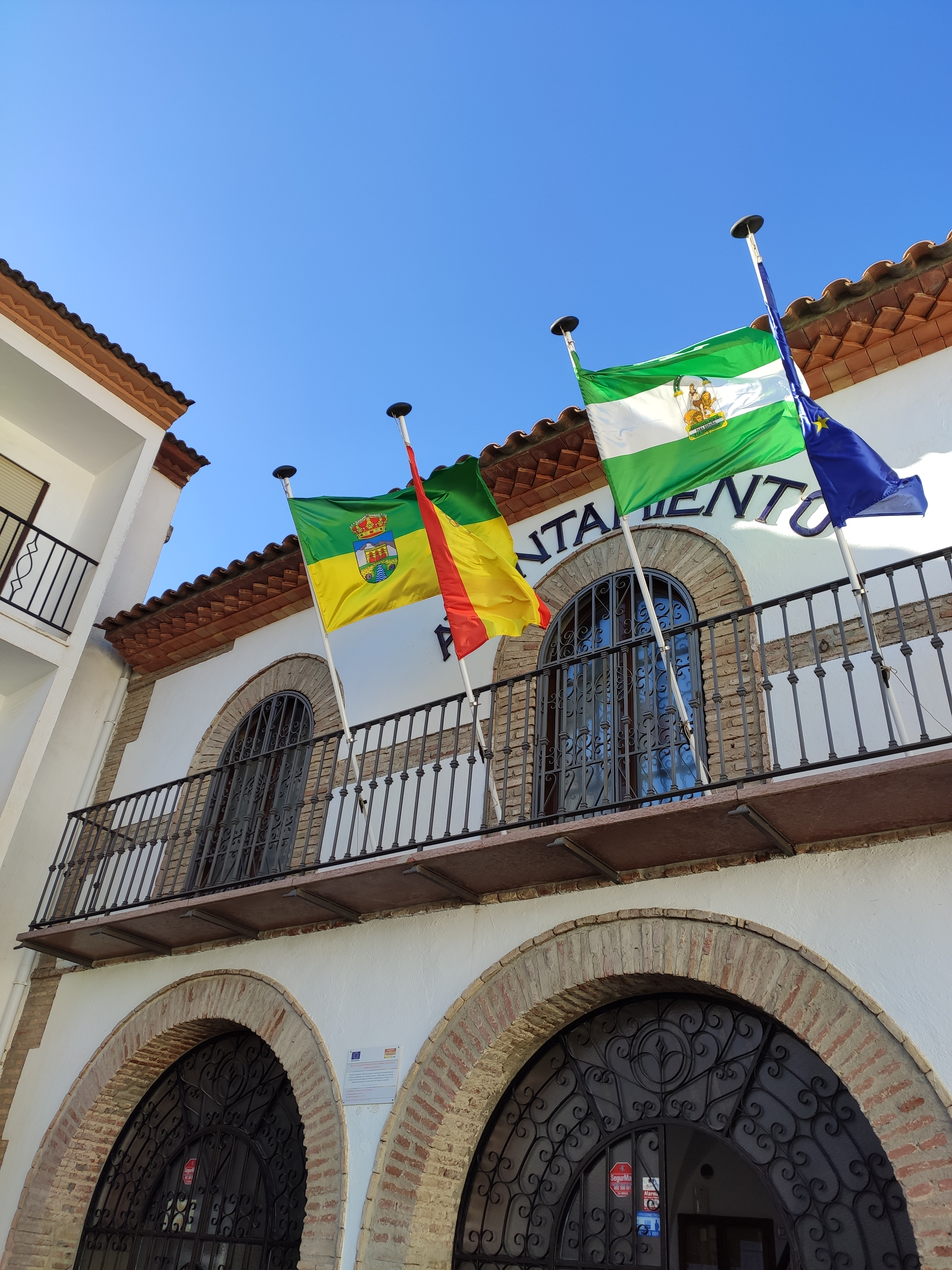
Bandera de Alfarnate

De acuerdo al Pleno del Ayuntamiento del 2 de marzo de 2016 y la posterior resolución del 21 de marzo de la Dirección General de Administración Local, por la que se admite la inscripción en el Registro Andaluz de Entidades Locales del escudo y la bandera del municipio de Alfarnate (Málaga), la descripción del escudo sería la siguiente:
«Sobre un solo cuartel aparecen las tierras de Alfarnate representadas de forma figurativa con las sierras en alto que rodean el entorno y centrado el arroyo Palancar, uno de los antecedentes del río Sábar. En ambos márgenes aparece un cultivo (cereal), color sinople igual que el pendón de Vélez-Málaga, memorando la jurisdicción a la que pertenecía. Sobre el arroyo se configura un puente color oro y dos piedras de molino harinero color de plata flanquean a diestra y siniestra este río, elemento simbólico del municipio, como aparece en la toponimia. Sobre el puente se coloca una casona color de oro representando al Antiguo Pósito de Alfarnate, inmueble que funciona en la actualidad como Casa Consistorial, símbolo de la administración del municipio. Sobre el timbre del escudo figura la actual corona real española.»

#### Bandera
En relación con la inscripción en el citado Registro Andaluz de Entidades Locales, la explicación de la actual bandera sería la siguiente: 
«Descripción: Paño de proporciones ⅔. Se compone de dos franjas horizontales; una franja superior de ½ color sinople (verde) y de otra franja inferior color oro (amarillo). Con el escudo municipal a ⅓ del asta.»

## Política

### Administraciones públicas
En cuanto a la administración judicial, pertenece al partido judicial de Málaga capital número 3.

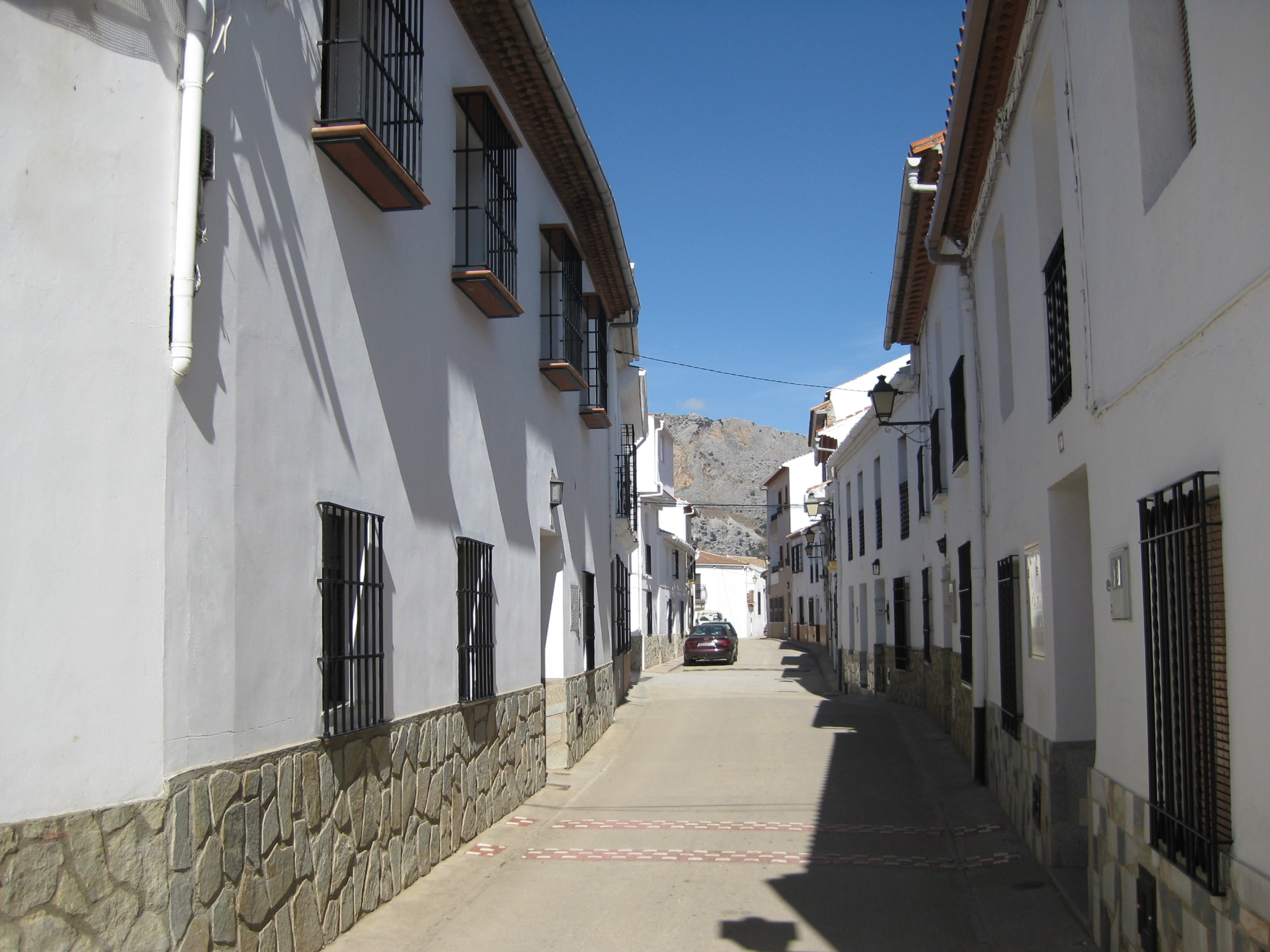
Calle de Alfarnate. Marzo de 2012.

### Gobierno municipal

#### Alcaldía
La administración política del municipio se realiza a través de un ayuntamiento de gestión democrática cuyos componentes se eligen cada cuatro años por sufragio universal. El censo electoral está compuesto por todos los residentes empadronados en Alfarnate mayores de 18 años y nacionales de España y de los restantes Estados miembros de la Unión Europea. Según lo dispuesto en la Ley del Régimen Electoral General, que establece el número de concejales elegibles en función de la población del municipio, la Corporación Municipal de Alfarnate está formada por 9 concejales. En la legislatura vigente (2019-2023), el Partido Socialista Obrero Español de Andalucía (PSOE-A) tiene 6 concejales frente a los 2 que tiene Partido Popular(PP) (IULV-CA) y el único concejal que tiene Izquierda Unida Los Verdes-Convocatoria por Andalucía (IULV-CA). Juan Jesús Gallardo Khmarti (PSOE) fue elegido alcalde de Alfarnate el 26 de mayo de 2019, en sustitución de Salvador Urdiales Pérez.

### Resultado de las elecciones municipales de 2023[59]
| Candidatura     | Candidatura                              | Votos | %                               | Escaños                         |
| --------------- | ---------------------------------------- | ----- | ------------------------------- | ------------------------------- |
|                 | Partido Socialista Obrero Español (PSOE) | 464   | 66,38                           | 6                               |
|                 | Partido Popular (PP)                     | 155   | 22,17                           | 2                               |
|                 | Con Andalucía (Podemos-IU-MP-IdPA)       | 79    | 11,30                           | 1                               |
| Votos en blanco | Votos en blanco                          | 1     | 0,14                            | n/a                             |
| Votos válidos   | Votos válidos                            | 699   | 100                             | 9                               |
| Votos nulos     | Votos nulos                              | 12    | Participación: \| \| 81,26 % \| | Participación: \| \| 81,26 % \| |
| Votantes        | Votantes                                 | 711   | Participación: \| \| 81,26 % \| | Participación: \| \| 81,26 % \| |
| Electores       | Electores                                | 875   | Participación: \| \| 81,26 % \| | Participación: \| \| 81,26 % \| |
|                 | 81,26 %                                  |       |                                 |                                 |

| Periodo   | Nombre                      | Partido |
| --------- | --------------------------- | ------- |
| 1979-1983 | Juan Verdugo Palma          | PCE-PCA |
| 1983-1987 | Juan Verdugo Palma          | PCE-PCA |
| 1987-1991 | José Ortigosa Ruiz          | IULV-CA |
| 1991-1995 | José Ortigosa Ruiz          | IULV-CA |
| 1995-1999 | José Ortigosa Ruiz          | IULV-CA |
| 1999-2003 | José Ortigosa Ruiz          | IULV-CA |
| 2003-2007 | José Ortigosa Ruiz          | IULV-CA |
| 2007-2011 | José María Ruiz Lizana      | PSOE-A  |
| 2011-2015 | Salvador Urdiales Pérez     | PSOE-A  |
| 2015-2019 | Salvador Urdiales Pérez     | PSOE-A  |
| 2019-2023 | Juan Jesús Gallardo Khmarti | PSOE-A  |
| 2023-act. | Juan Jesús Gallardo Khmarti | PSOE-A  |

### Evolución de la deuda viva municipal
| Gráfica de evolución de Deuda viva del Ayuntamiento de Alfarnate entre 2008 y 2019                                |
| |
| Deuda viva del Ayuntamiento de Alfarnate en miles de Euros según datos del Ministerio de Hacienda y Ad. Públicas. |

## Servicios públicos

### Abastecimiento

#### Energía
La distribución de la electricidad la realiza la compañía Endesa. El abastecimiento energético de combustibles se proporciona a través de la gasolinera ubicada en la Cooperativa Nuestra Señora de Monsalud, la única de la localidad.

#### Agua potable
Se dispone de agua potable en cada casa desde 1958.

### Educación
Dispone de un colegio público de Educación Infantil, Primaria y mitad de Secundaria (el CP Nuestra Señora de Monsalud) y de un centro de adultos, SEP Al-Farnat. Asimismo, hay una guardería en el Edificio de Usos Múltiples.

### Higiene

#### Gestión de residuos
Se ocupa de ello el Consorcio Provincial de RSU de Málaga y deposita los desechos en el vertedero activo ubicado en el Complejo Medioambiental de Valsequillo en Antequera. Asimismo, hay instalados contenedores destinados al reciclaje.

### Sanidad
La sanidad pública es administrada fundamentalmente por competencias autonómicas mediante la Consejería de Salud de la Junta de Andalucía y el Servicio Andaluz de Salud (SAS). De este modo, de acuerdo al mapa sanitario de Andalucía pertenece al distrito sanitario de la Axarquía, concretamente en la zona básica de salud de Colmenar. La atención primaria se imparte desde un consultorio médico ubicado en el extremo sur de la población.

### Ocio
Destinada al público visitante fundamentalmente, hay una zona acondicionada para la acampada y un área para el aparcamiento de autocaravanas en el barrio del Ejido.

## Cultura

### Patrimonio

#### Religioso
•Ermita de Nuestra Señora de Monsalud: se construyó en el paraje donde, según la leyenda, un vecino se presentó porque un perro no paraba de ladrar. En efecto, se trataba de la aparición de la Virgen de Monsalud. La talla que se puede visitar actualmente no es la original, ya que fue destruida durante la guerra civil.

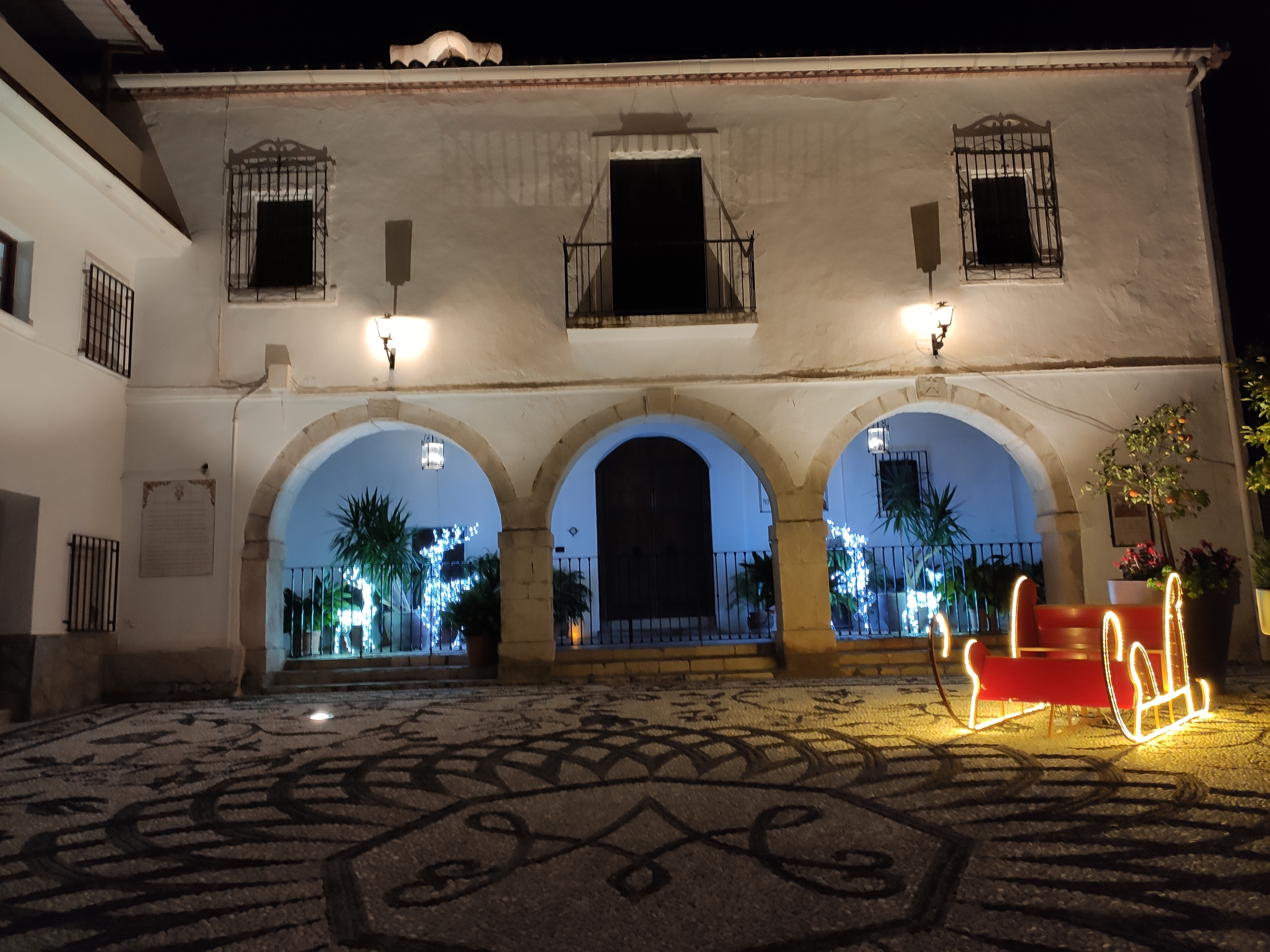
Ermita de Ntra. Sra. de Monsalud

A través de los siglos, fue una de las ermitas con las rentas más altas de toda la diócesis de Málaga, debido al gran número de fieles que tenía y al gran número de tierras que estaban dedicadas a sufragar sus cultos. La ermita en cuestión se sitúa al final de la calle Ermita y data de principios del siglo XVII. Delante de ella, podemos apreciar una especie de plaza cuyo suelo se ornamenta con un conglomerado de teselas formando un mosaico con motivos florísticos y relativos a la Virgen de Monsalud. Su apariencia es distinta dependiendo de la perspectiva con que se mire; subiendo desde la calle Ermita encontramos una fachada encalada, sin embargo, la parte de atrás conserva su aspecto original, con una pared realizada en argamasa de cal, agua y arena y otra en piedra y ladrillo.
En conjunto, tiene dos plantas y como separación de ambas existe una línea de impostas. Su articulación le da cierta apariencia de edificio civil, de hecho, se asemeja mucho al edificio del Ayuntamiento.
La fachada vista desde la calle Ermita se estructura con un pórtico compuesto por tres arcos y formado por dovelas de piedra caliza que descansan sobre pilares cuadrangulares de sillares del mismo componente. En lo alto del edificio, hay una espadaña-campanario coronada por un crucifijo.
Una vez dentro, encontramos una planta de dos naves que se separan por arcos de medio punto. El recubrimiento de la ermita es de madera, de par y nudillo en el centro y de colgadizo en la adyacente. Presidiendo la ermita, un camarín neobarroco (1957) de tipo hexagonal lobulado donde se ubica la imagen de Nuestra Señora de Monsalud, muy parecido en su forma exterior al de la iglesia del convento de los Remedios de Antequera. Este, en especial, se trata de un camarín oculto, ya que da la sensación de que queda escondido entre los muros del templo al estar suspendida detrás del retablo. En cuanto a la decoración, se cubre con una bóveda formada por arcos cruzados de medio punto, con profusión de adornos de yeserías pilastras, hojarasca, y guirnaldas; elementos de la arquitectura neoclásica policromada en dorado al estilo rococó. A los pies de la nave principal, existe un coro elevado. Antiguamente, este coro se comunicaba con la casa rectoral anexa a la edificación de la ermita, que también daba acceso hacia el presbiterio y el camarín de la Virgen. La casa fue derribada en los años 70.

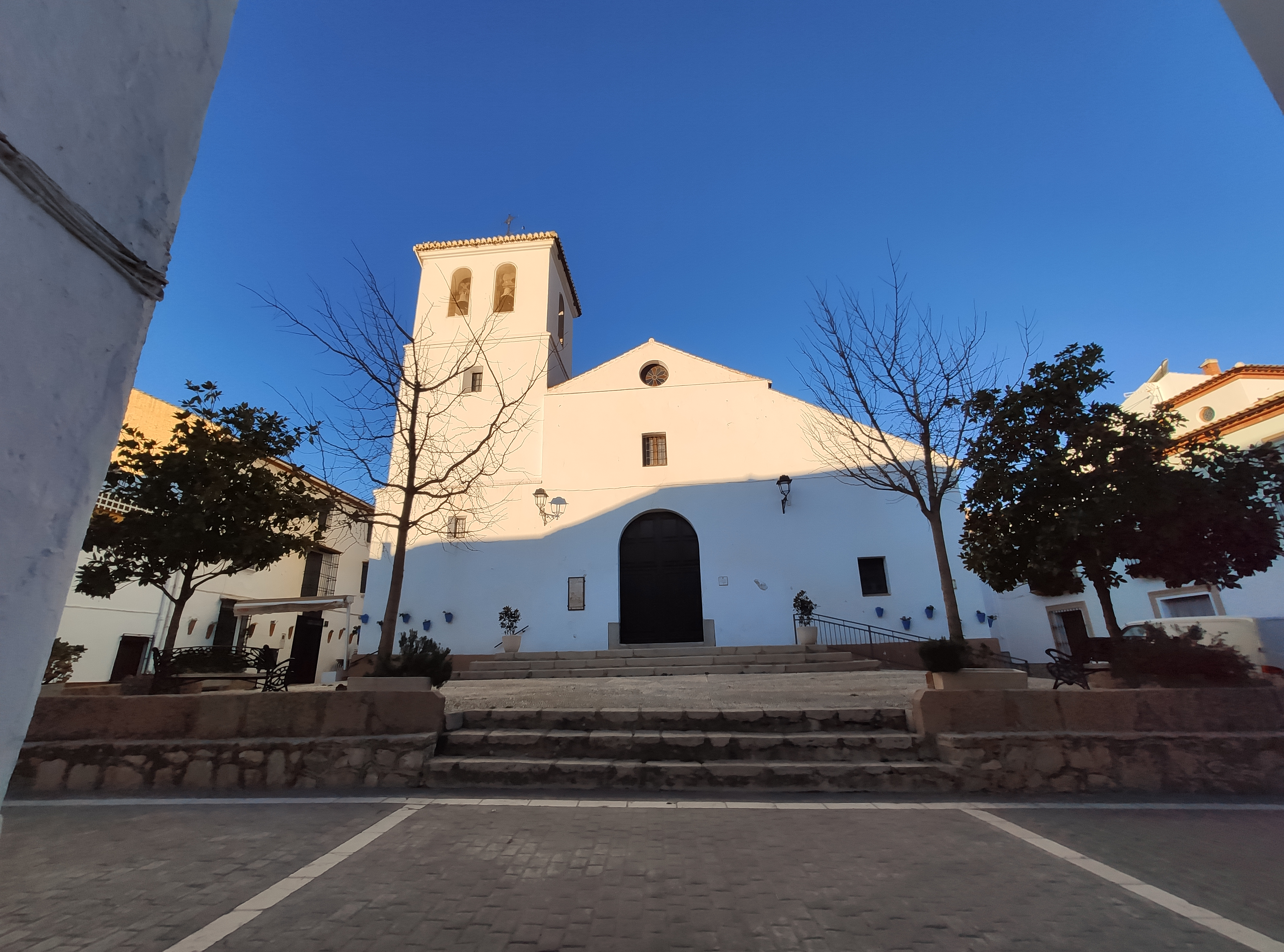
Iglesia de Santa Ana

•Iglesia Parroquial de Santa Ana: se sitúa en un lugar privilegiado, en el centro urbano y elevada en una pequeña plaza sobre escaleras de piedra caliza. Está totalmente exenta, al no existir edificio alguno que haya sido construido junto a ella; es por esto una de las pocas en su estilo dentro de la provincia de Málaga. Se construyó en el siglo XVI (1550 aproximadamente), sin embargo, poco se mantiene de aquella construcción original. Será en el siglo XVIII cuando se configure tal y como se conoce actualmente.
La fachada es de una sencillez exacerbada, ya que el único elemento decorativo de la misma será la torre. Cuenta con dos vanos, uno en la nave de la derecha (donde se sitúa la capilla bautismal) otro vano rectangular que acoge el coro y, encima de todo, un óculo. Es un templo de planta basilical en que la puerta da directamente hacia el altar. Se constituye por tres naves a las que da acceso un grandioso portón de madera para pasar posteriormente a un cancel del siglo XVIII, tallado en madera de nogal y pino, con pilastras y motivos florales y restaurado en 2010. El citado cancel se salvó de su quema total durante la guerra civil, gracias a la intervención de D. José Pascual Moreno, vecino del pueblo que cambió por leña las puertas que iban a ser quemadas por los milicianos en 1936. Hasta esas fechas este templo contaba con un impresionante tesoro de tallas, retablos, y orfebrería, que se perdió casi en su totalidad.
En la nave de la izquierda, se sitúa la torre-campanario de estilo mudéjar de tres alturas, con machón central alrededor del cual suben las escaleras sostenidas por bóvedas interiores de ladrillo, de medio cañón dignas de contemplar y tiene cuerpo de campanas con seis vanos. Resalta en altura debido a la presencia de escaleras, el altar mayor encabezado por el presbiterio, al cual se puede llegar desde las naves laterales. En la parte frontal de cada nave adyacente, podemos apreciar una capilla absidial acompañada a ambos lados por un par de hornacinas, más pequeñas que la central. De este modo, la de la nave diestra acoge a la imagen de Jesús Nazareno, la de la izquierda a la Virgen de los Dolores. Las tres naves se separan por pilares rectangulares que soportan arcos de medio punto de estilo clásico. La nave del centro está cubierta por una armadura de par y nudillo de estilo gótico-mudéjar. La decoración de la iglesia es más bien austera y sencilla con paredes encaladas. Las naves laterales tendrán una cubierta de colgadizo. En conjunto, los materiales utilizados son la mampostería, el ladrillo, madera en las cubiertas y yeserías en el interior.
•Ermita del Santo Cristo: edificación enclavada en un entorno privilegiado entre herbáceas y rocas conocido como Parilla, desde donde se pueden disfrutar de unas vistas magníficas del pueblo; concretamente, está encima de una pedriza pequeña. Consta de un edículo o altar de reducidas dimensiones que alberga en su interior la talla de un Cristo crucificado, que se venera desde la puerta. Se trata de una pequeña construcción de paredes blancas a base de piedras y mortero, coronada con tres crucecitas.

#### Civil

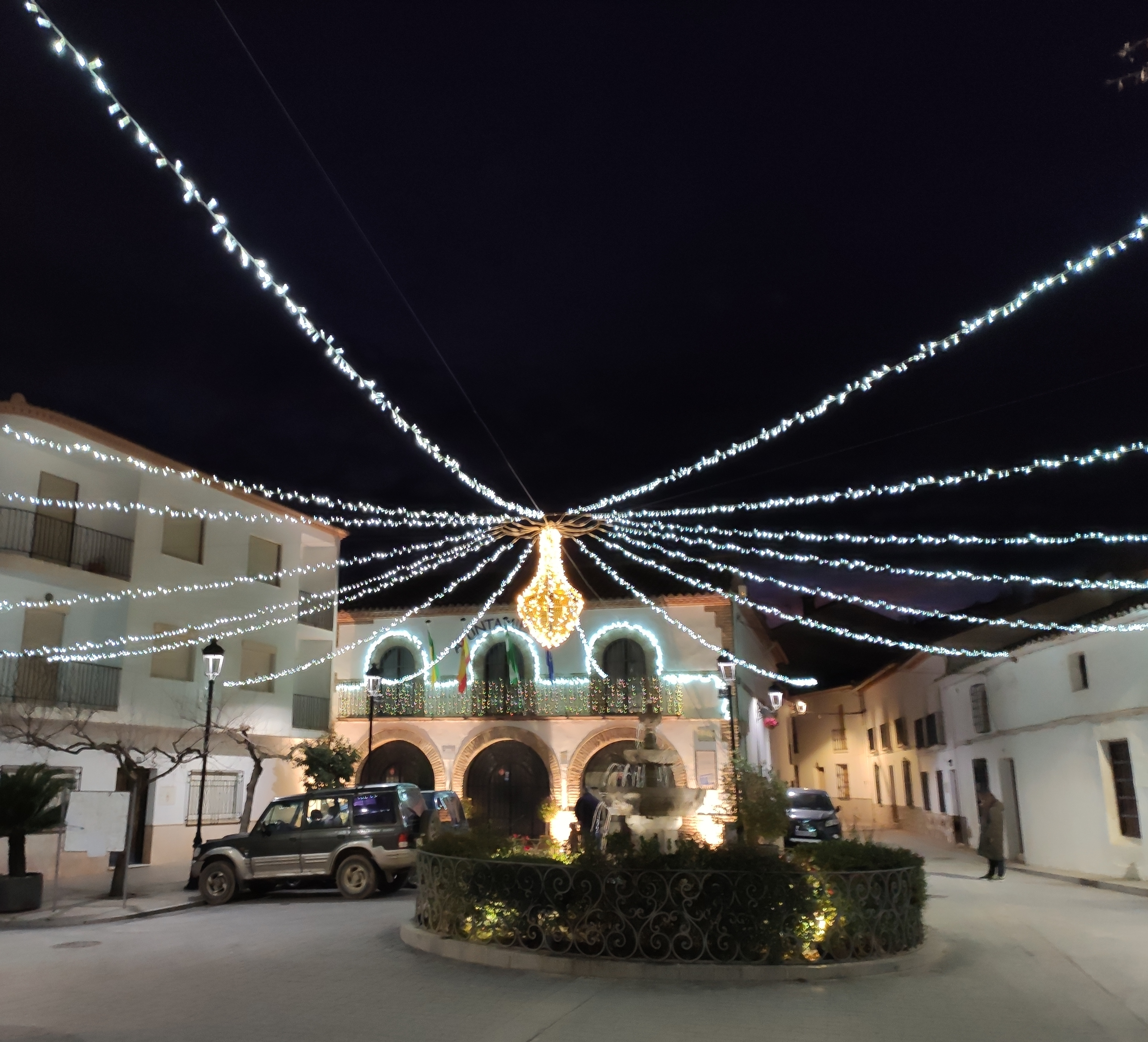
Casa Consistorial, la más antigua de Málaga

•Casa Consistorial: ha tenido numerosos usos a lo largo de la historia. En un principio, se empleó como pósito para almacenar trigo, por eso presenta en su estructura bóvedas de carga; también como escuela pública, biblioteca municipal, fue cárcel durante la guerra civil e incluso teleclub en el siglo pasado. Conforma el ayuntamiento más antiguo de la provincia de los que quedan en funcionamiento.
En cuanto al mismo, se ubica en la Plaza de la Constitución y data de finales del siglo XVI, aunque ha sido reformado en diversas ocasiones posteriormente. Es de estilo mudéjar y se compone de dos plantas: la inferior da acceso a la calle a través de soportales encabezados por tres arcos de medio punto, terminados con bóveda de arista dentro del edificio. En la parte exterior, está acabado con rejería de forja. El piso superior consta asimismo de tres arcos de medio punto, pero con un radio más estrecho y una rejería que forma un balcón que abarca prácticamente todo el piso. En la decoración, van a entremezclarse las dovelas de ladrillo visto que constituyen los arcos (junto a las esquinas de la fachada y de los laterales) con el encalado del resto del edificio.
•Encontramos en este municipio la Venta de Alfarnate, situada al pie del pico del Chamizo al abrigo entre rocosas sierras, concretamente en el kilómetro 7,4 de la A-4152, en un sitio de tránsito en el antiguo Camino Real que separaba Málaga y Granada, por lo que es lugar de paso obligado entre el interior y la costa. Se trataba de una venta donde se hacía el camino de caballerías. Era popular como lugar de paso, ya que para el largo viaje a caballo o en diligencia, era necesario hacer el cambio de aparejos y el merecido descanso después de tan larga subida de altitud; sobre todo, se usaba esta localización frecuentemente para echar la noche y así, emprender de nuevo el camino a la Real Chancillería por la mañana, normalmente cuando había que trasladar a presos. Se dice que su fundación fue en el siglo XIII, sin embargo, su actual fábrica se originó en el siglo XVII; documentada al menos desde 1699 en un acta de notaría levantada en Archidona. Está considerada la más antigua de Andalucía de las que todavía quedan en pie, por donde han pasado multitud de personajes históricos, tales como reyes, presidentes del Gobierno, políticos, militares y bandoleros.

Tiene una habitación que fue acondicionada como calabozo, donde pasó una noche el bandido Luis Candelas en 1824. Dentro del recinto de la Venta, había una sala que todavía hoy se conserva, donde los presos que eran trasladados hacia la Real Chancillería de Granada pasaban la noche. Se conserva incluso el grillete que se les ponía en los pies para evitar su huida. También fue utilizada la Venta como parada por el famoso bandolero el Bizco del Borge cuando acudía a visitar a su amante, -mujer casada con un tal Chirrina, vecino de Alfarnate-.

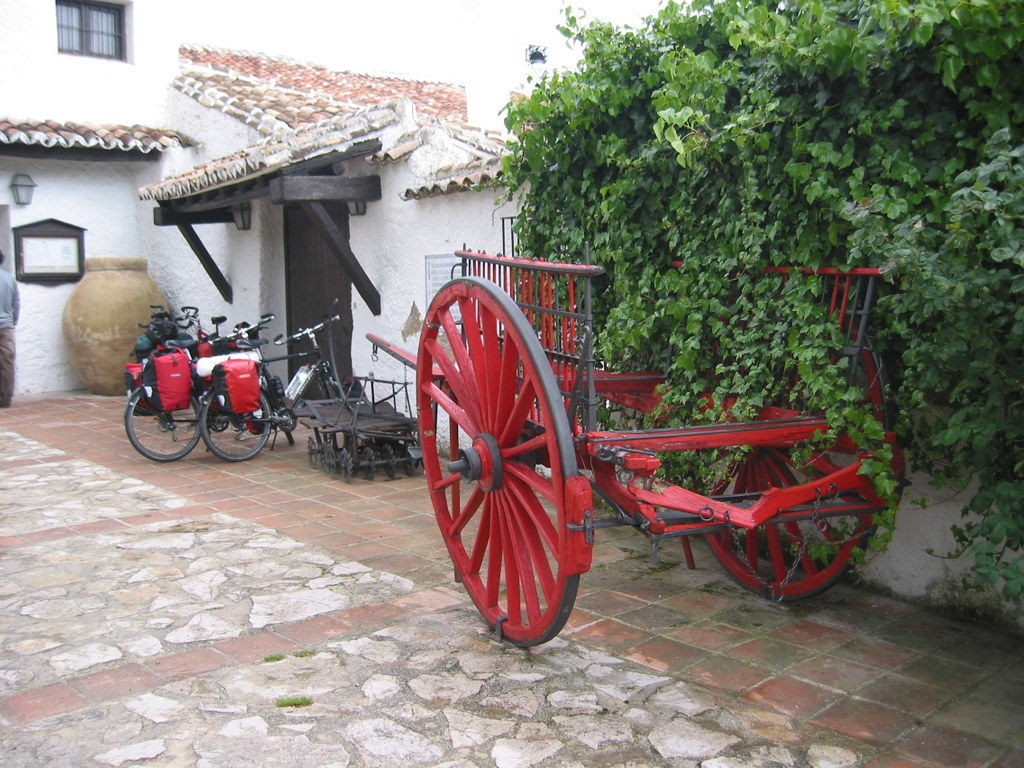
Venta de Alfarnate

A la entrada de la venta, en un mural se recuerda una cita del libro de Efemérides malagueñas de Luis Segalerva que reza textualmente así: “El 21 de abril de 1850 fue robado en esta Venta el correo que iba a Málaga por una partida de 12 hombres armados. Los bandidos demostraron especial empeño en apoderarse de un paquete de causas procedentes de la Chancillería de Granada y los peligros del Gobierno”.
Dicen que el bandolero José María «el Tempranillo», llegó un día hambriento a la Venta y pidió a unos hombres que comían “olla”, les dejase participar en ella, a lo que los hombres se excusaron y le dijeron que no tenían cucharas, entonces José María tomando su faca y un trozo de pan al que sacó la miga, la empleó como tal. Cuando terminó de comer dijo que él ahora se comía su cuchara y, por tanto, los acompañantes también y les obligó a dar algunas dentelladas a sus cucharas de madera.
Otro inquilino ilustre fue el rey Alfonso XIII que tomó noche y fonda entre sus paredes.

Actualmente, esta joya del patrimonio andaluz posee un restaurante y el museo del Bandolerismo Andaluz. Hasta hace una década, su antiguo propietario, el fotógrafo Fernando Nuño, le dio vida como una especie de Casa de Cultura, pues en ella se alojaban actividades como exposiciones de pintura y escultura, artesanía y actividades gastronómicas, como concursos de comer huevos a lo bestia e incluso se celebró el Primer Campeonato del mundo de tiro con honda.

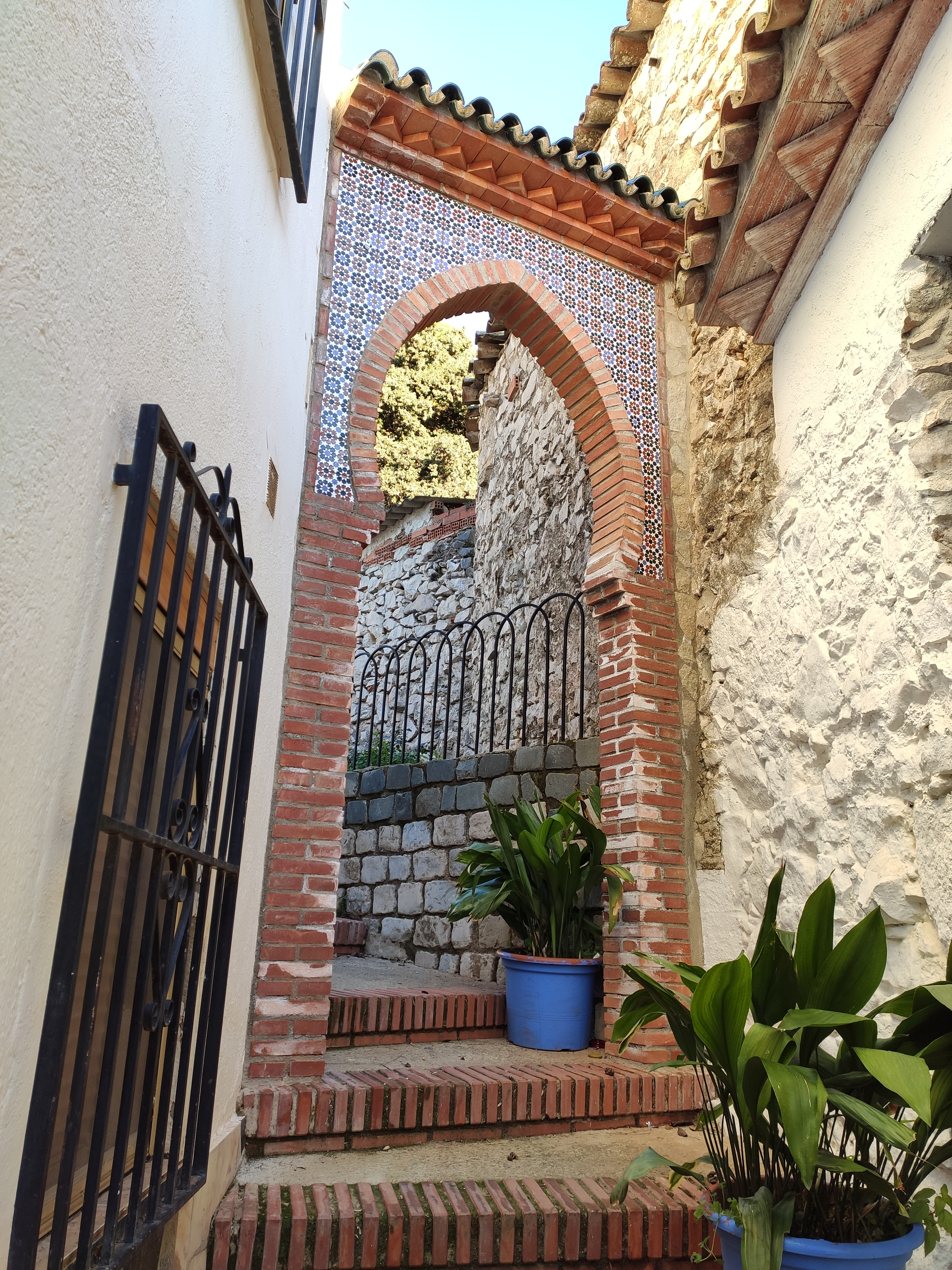
Callejón Fortuna

•Entramado urbano: está conformado por un callejero de calles estrechas pero llanas, de trazado árabe, donde predominan las callejuelas enmarcadas por macetas colgadas en sus paredes encaladas. Asimismo, se pueden encontrar callejeando casas de gran interés por su antigüedad y su grandeza, pudiendo apreciarse algunas, sobre todo en la calle Comandante Frías, que bien podrían recordarnos a un estilo historicista y regionalista ya que aquí se encontraría en el pasado la residencia de las personalidades más adineradas de la localidad.
•Callejones singulares (Fortuna, Sierrezuela, Triana, Aljófar y Sacristía-Mediodía): se trata de cinco callejones cuya peculiaridad son los arcos de estilo mudéjar que los encabezan. Se ubican en la calle Comandante Frías, principio de calle Triana, calle Río y la bifurcación entre calle Sacristía y Mediodía, anexo a la Iglesia de Santa Ana. 

#### Natural
•Arroyo Palancar: cruza el municipio y divide el pueblo en dos mitades para unirse al arroyo Morales y formar el río Sábar a un kilómetro de Alfarnate. Cuando llueve, lleva agua abundante, lo que le da a la localidad un halo de pueblo de cuento.
•Mirador del Santo Cristo: emplazado en lo alto del pueblo pero aún cerca del casco urbano, ofrece unas vistas privilegiadas del mismo y de las sierras que circundan el territorio, como son la sierra Enmedio, Jobo, Palomera, sierra de San Jorge y sierra de Villa Elvira.
•Mirador de la Gran Senda de Málaga: se llega subiendo desde la calle Perchel y desde este mirador de reciente construcción, se pueden obtener unas vistas panorámicas de gran interés paisajístico por su riqueza natural, al estar rodeado de vegetación autóctona.

##### Rutas turísticas

###### Municipales
•Sendero de las Pilas: comprende un sendero balizado que dirige hasta el lugar donde se encuentran diversas pilas. Se trata de unas fuentes antiguas donde, antaño, cuando el agua potable aún no llegaba a cada vivienda, suministraban agua a sus habitantes, para consumo doméstico o para lavar la ropa. Actualmente, sirven como abrevaderos para el ganado y también son aptas para el consumo humano. 
Esta ruta atraviesa carriles y veredas en que abunda el cultivo de cereales, hortalizas, leguminosas, olivos y almendros. A la primera parada, las pilas del Cerezal, se accede a través de un puente que data de época romana y cruza el arroyo Morales, denominado Puente de los Dos Ojos. Siguiendo el trayecto, hallamos el nacimiento del arroyo Morales y seguidamente, las pilas del Prado de Herrera y las de Barrionuevo; fuente construida en piedra caliza dividida en tres niveles donde el caño es la boca de un antiguo cañón. Continuando el recorrido, en el cerro del Castillejo, hallaremos otras antiguas pilas, estas restauradas, un nogal centenario y vestigios de muros y cerámica árabe. El trayecto se encuentra señalizado por lo que no entraña ninguna dificultad; es una ruta de dificultad media, no por la altitud que se alcanza sino por la longitud de la misma, 12,7 km.
•Sendero Bosque de las Morillas: el camino transcurre por terreno calizo y pedregoso rodeando la ruta ejemplares de almendros, encinas, chaparros y matorral hasta llegar a las ruinas del Lagar de Olmedo.  A continuación, prosiguiendo el trayecto, se descubre la cuenca del arroyo Palancar, las ruinas de un molino de aceite y, finalmente, el bosque mediterráneo de las Morillas, el cual se mantiene en un extraordinario estado de conservación y comprende una extensa variedad de especies vegetales. Es de menor dificultad al constar solamente de 5,3 km.
•Sendero Pico del Vilo: como su nombre indica, señala el ascenso al pico de Vilo. En la primera parada, se descubre el morrón del Águila. Seguiremos subiendo el camino junto al morrón del Gallo y los Tajos del Fraile, de Gomer y de Doña Ana. Prosiguiendo el trayecto, existe una Era de gran interés paisajístico por la peculiaridad de sus piedras incrustadas en el terreno. Una vez en el pico del Vilo (1415 m), se pueden apreciar lugares como Sierra Nevada, el pico de la Maroma, el Embalse de La Viñuela, el mar Mediterráneo y diversos pueblos de la Axarquía. Supone cierta dificultad porque, a pesar de no ser muy larga, únicamente de 11,2 km, alcanza una altura de 1415 m.

###### Provinciales
Ruta Gran Senda de Málaga: discurre por toda la provincia de Málaga comprendiendo 739 km de recorrido y 35 etapas, pasando por su itinerario también por Alfarnate, concretamente en la etapa 11, que sale de Alfarnate a Villanueva del Rosario implicando cierta capacidad física al constar de 15,4 km y 5 horas de duración y en la etapa 10, de Alfarnatejo a Alfarnate, de 18 kilómetros y 4 horas de duración.

###### Autonómicas
Se incluye dentro de la Ruta del Aceite y Los Montes, declarada de interés turístico de Andalucía, junto a diversos municipios de la comarca de la Axarquía.Asimismo, se encuentra dentro de la red de municipios adheridos al programa Andalucía en Flor desde 2019, gracias a sus más de 3.000 m² de espacios verdes entre los que cabe destacar el área recreativa del Ejido o el entorno natural de los miradores de la Gran Senda de Málaga y del Santo Cristo.

###### Estatales
Está dentro de la Red de Pueblos Mágicos de España.

### Instalaciones culturales

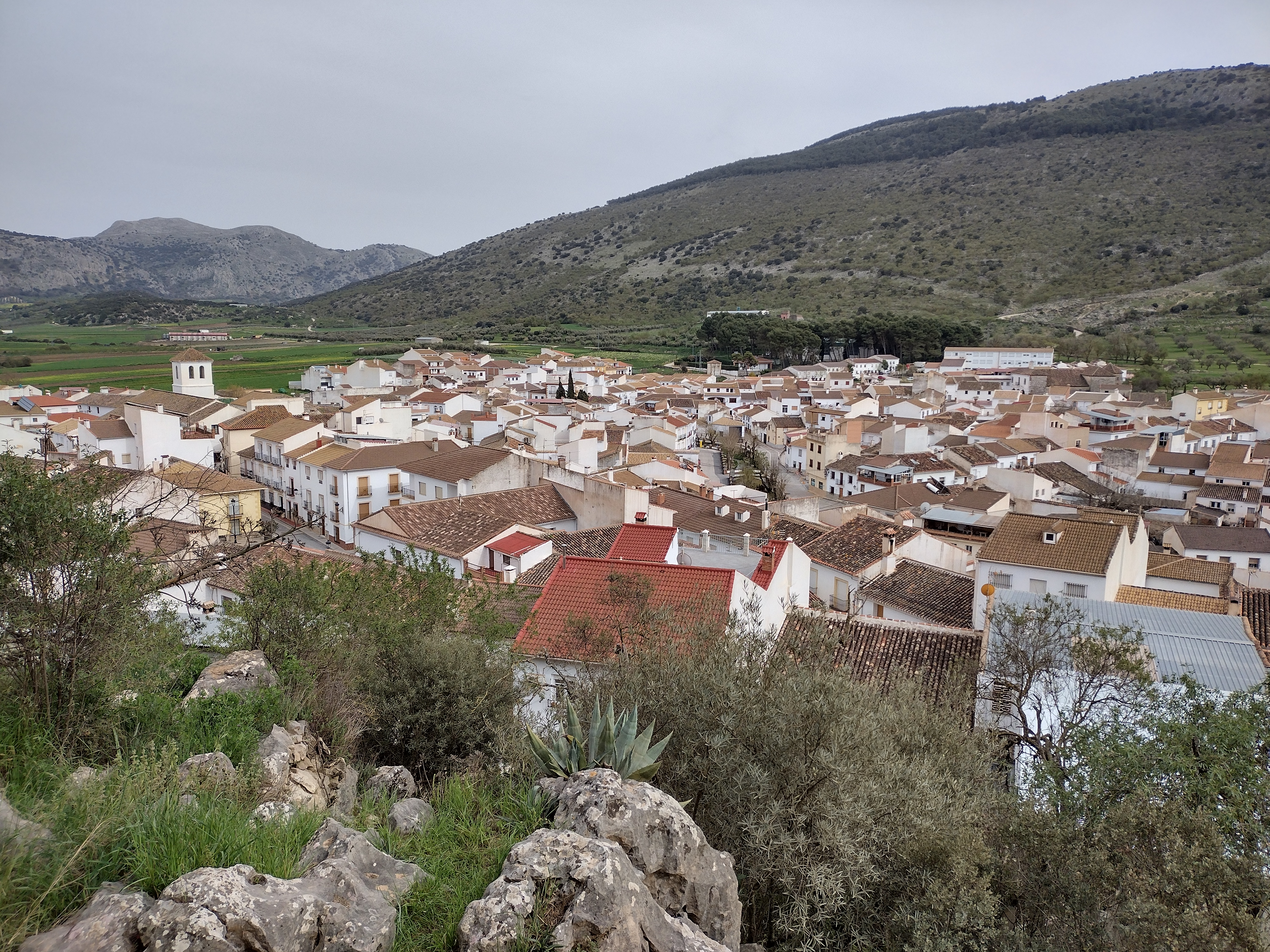
Vista del pueblo desde el mirador de Santo Cristo

Se dispone de un Edificio de Promoción y Desarrollo donde se aloja un Centro Guadalinfo, actualmente redenominados como Punto Vuela, en que se brinda la posibilidad de acceder por Internet a través de los ordenadores disponibles con la ayuda de una monitora que ayuda a promover la alfabetización digital, empleabilidad, etc., además de alojar un salón de actos, una guardería, una escuela de adultos y ofrecer diversos servicios que veremos en esta sección.

### Entidades culturales

#### Museos
Hay un centro de interpretación de la Fiesta de la Embajada en dicho edificio, ubicado en la calle Comandante Frías (calle La Feria). Asimismo, existe un museo privado de juguetes antiguos ubicado en una casa particular (calle Cruz, 13) que se puede visitar con cita previa.

#### Bibliotecas
El edificio anteriormente citado alberga también una biblioteca con un servicio de préstamo de libros. 

### Patrimonio cultural inmaterial

#### Festividades
•Febrero, 2: la Candelaria, en la que los habitantes del pueblo hacen muñecos de paja y los queman en grandes hogueras que van prendiendo con las aulagas (planta leguminosa de flores amarillas y espinosas), que recogen del campo y a las que se les ata una cuerda y los niños y niñas del pueblo las arrastran corriendo mientras arden, antes de echarlas a la hoguera.
•Semana Santa: hay procesiones el Jueves y Viernes Santo en que salen las imágenes de Nuestro Padre Jesús Nazareno y la Virgen de los Dolores.

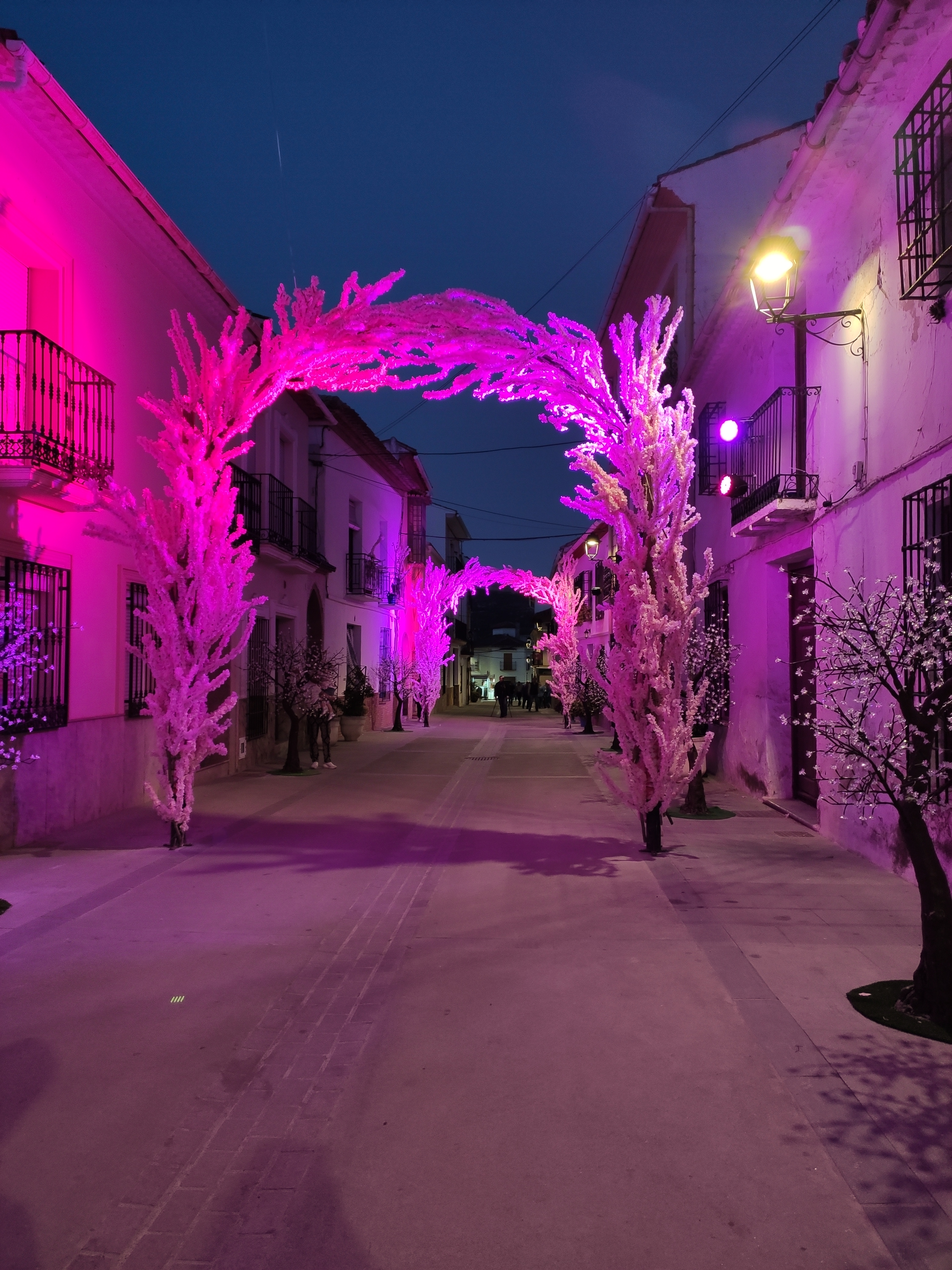
Arco floral instalado durante la fiesta del Sakura

•Primeros de abril (fecha a determinar): Sakura Alfarnate o Fiesta de la Floración del Cerezo. Se trata de una fiesta de reciente creación (en 2022 se hizo la primera edición) en que se celebra la floración de los cerezos, dada la gran cantidad de ellos que hay en la localidad, y se organizan diversas actividades, como visitas para ver los cerezos en flor, decoración del municipio con miles de flores confeccionadas manualmente por la ciudadanía y actividades relacionadas con la cultura japonesa, debido a la semejanza y el hermanamiento simbólico que se hace entre el país nipón y el pueblo al compartir este evento natural. El origen de esta fiesta viene de, cuando hace unos años, un grupo de japoneses se topó con este fenómeno natural durante un viaje por la provincia malagueña y sorprendidos, empezaron a frecuentar esta zona y atraer a más personas, por lo que se decidió desde la Administración municipal celebrarlo oficialmente.
•Abril, 25: la Romería de San Marcos. Se suele ir al campo, a lo que los habitantes de Alfarnate llaman “ir de Sanmarqueo al campo”; los lugares más frecuentes a los que trasladarse eran el “Tesorillo” o “Venta seca”, pero desde los años 80, el más popular es la zona de la Breña, en el puerto de los Alazores que limita con la provincia de Granada. Se trata de una tradición muy arraigada en que el pueblo entero se desplaza al citado lugar hasta la noche, cuando se hace el traslado procesional de la imagen de la Virgen de Monsalud desde la ermita del pueblo hasta la iglesia, para que permanezca allí durante el mes de mayo para las novenas que se le rezan diariamente y para estar presente en las comuniones de los niños y niñas del pueblo. El día de San Antonio, en junio, será trasladada de nuevo a su ermita, donde está el resto del año.
•Mayo, 15: San Isidro. La economía del pueblo se basa fundamentalmente en la agricultura y la ganadería, es por esto que se le tiene mucha devoción a San Isidro, el patrón de los labradores. Todos los agricultores del pueblo portan al Santo y lo llevan a las afueras del pueblo para que bendiga los trigales y proporcione buenas cosechas.
•Junio, 13: San Antonio de Padua. Se le suele llamar Feria y se hace una procesión en honor al santo en la que se saca a la Virgen de Monsalud y se traslada desde la iglesia a la ermita, donde permanecerá todo el año hasta que llegue de nuevo el día de San Marcos.
•Fin de semana (a determinar) en junio: Día de la Cereza. A partir de la popularidad que ha ido obteniendo la cereza y su cultivo en Alfarnate, han empezado a celebrarse a su alrededor diversas festividades, como es este Día de la Cereza, jornada en que desde 2006 se instala una feria de muestras de este producto y otros de la localidad, como dulces típicos u hortalizas, para su degustación y comercialización. El ambiente es festivo donde la música ameniza la jornada.
•Junio, 24: San Juan. Actualmente, se ha perdido un antiguo rito mediante el cual pasaban por un mimbre a los niños que estaban “quebrados”, pero hoy día simplemente se va a “sanjuanear” por la noche.

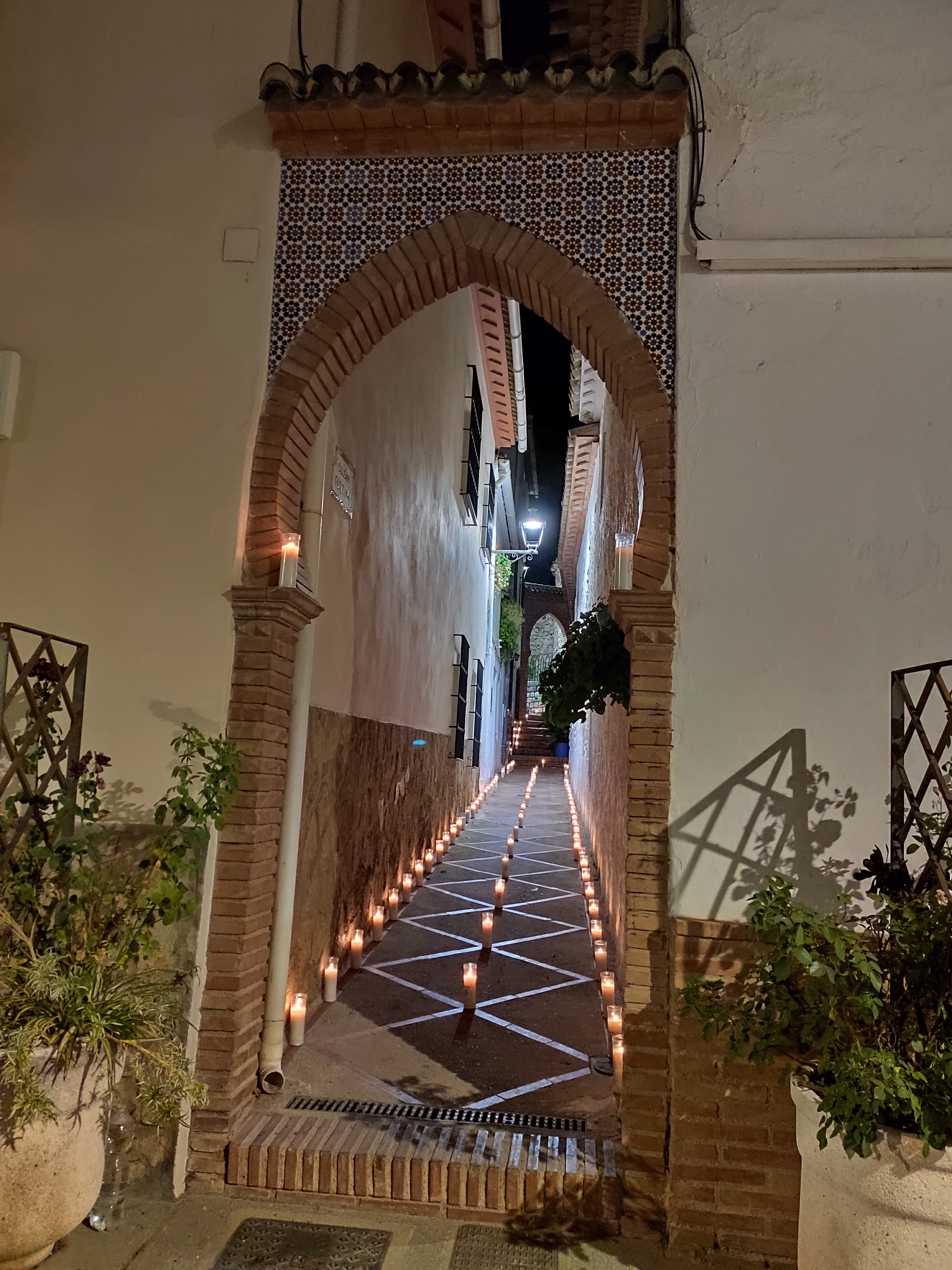
Callejón Fortuna a la luz de las velas en la Noche en Blanco

•En el Último fin de semana de agosto, la magnificencia del patrimonio a la luz de las velas atrae a multitud de interesados durante la Noche en Blanco, amenizada con actuaciones de música en directo y diversas actividades. En el año 2023, se ha celebrado en medio de un fin de semana repleto de entretenimiento en que, durante la primera edición del festival denominado Al-farnat, la localidad se ha engalanado con motivos medievales gracias a un gran mercado medieval, exposición de instrumentos de tortura, conciertos itinerantes de música medieval, pasacalles de criaturas fantásticas, así como conciertos de artistas de renombre, entre otros.
•Septiembre, en torno al día 12: fiestas en honor a la Virgen de Monsalud, se le suele llamar popularmente «la Fiesta». En el transcurso de estas fiestas patronales, tiene lugar la llamada «Embajada de Moros y Cristianos», que se recuperó en los años 90 tras décadas en que se dejó de conmemorar tras la guerra civil. Actualmente, se intenta devolver a su forma original, aunque con algunas adaptaciones que hagan posible su interpretación en la plaza de la Iglesia. Es, ante todo, una fiesta de marcado carácter mariano y religioso, pues está dedicada a la figura de la Virgen María. Su finalidad es exaltar el papel de la Virgen dentro de la fe cristiana, por lo que no podemos decir que sea una simple fiesta de carácter cultural o histórico. Todos los diálogos entre los caballeros que intervienen en el texto del siglo XVII-XVIII terminan siempre haciendo alusión a su fe y especialmente el cristiano hace gala de poner la victoria final pedida a Dios en manos de la Virgen de Monsalud. Por tanto, esta fiesta de Moros y Cristianos siempre será una fiesta muy arraigada en el folclore del Lugar, pero sobre todo religiosa y marcadamente mariana. Añadir que el texto se trata de un romance anónimo denominado "Las Relaciones". 
La forma original y más antigua de esta fiesta es la que sigue: comienza con la Misa del día 12 de septiembre, en honor a la Virgen de Monsalud y durante cuyo desarrollo, los caballeros cristianos y moros -que ocupan los primeros lugares frente al presbiterio, aunque en lados opuestos-, realizan los movimientos de la liturgia al contrario; esto es, cuando los cristianos se ponen en pie, los moros se sientan y viceversa. (Actualmente, no se sigue esta costumbre sino que se celebra la Eucaristía de la forma habitual.) Una vez ha terminado la celebración de la Eucaristía, se procede a la reverencia que el abanderado cristiano realiza ante la imagen de la Virgen y que se denomina “la cortesía”; se hace dentro de la Iglesia con una pesada bandera (la bandera es el antiguo estandarte de la Virgen de Monsalud, propiedad de la parroquia), copia de otra quizá mucho más antigua (la actual es de 1891). Siguiendo la forma antigua de escenificar la Embajada, por la tarde ambos bandos se enfrentaban siguiendo una trama simple y con bastantes dosis de improvisación por aquel entonces, que tenía como causa el robo que los moros hacen de la imagen de la patrona tras haber “echao la batalla” y de la reclamación que hacen los cristianos mandando su Embajada para pedir su devolución a través de la lectura del texto mencionado. Después de varios diálogos por parte de cristianos y moros en uno y otro lado, los cristianos recuperan la imagen de su patrona y la llevan a la plaza del pueblo, donde es agasajada con flores llevadas por las niñas del pueblo, ataviadas a la usanza regional. Así se hacía la fiesta de la Embajada, en su forma original recuperada tras la guerra civil en los años 70 gracias a la labor del abogado D. Victoriano Frías O'Valle, oriundo de Alfarnate. Tras casi 20 años de abandono de la fiesta, en los años 90 se volvió a recuperar de una forma más sencilla pero conservando sus rasgos característicos. En el año 2007, el lugar de encuentro se trasladó a la plaza de la Iglesia, donde la fachada principal de la parroquia de Santa Ana hace de escenario privilegiado para esta fiesta singular. 
Cabe resaltar también la original vestimenta empleada, consistente en un traje parecido al de corto andaluz para los cristianos, mientras que el de los moros lo forma el morrión o especie de turbante decorado con varetas de almendro y flores del tiempo, una chaquetilla roja sin mangas sobre camisa blanca, un mantoncillo al hombro, faja roja y un pantalón bombacho blanco atado por los tobillos, terminado en encajes y cubierto con faldilla blanca y corta.
Podemos encontrar en el Edificio de Promoción y Desarrollo el Centro de Interpretación de la Embajada, donde visitar numerosos objetos pertenecientes a la Fiesta y conocer los entresijos de esta concurrida festividad.
Recientemente, se han instalado en la localidad dos estatuas a tamaño real en bronce en representación de tan esperada celebración. Se trata de una fiesta que goza incluso del reconocimiento como Fiesta Singular de la provincia de Málaga.

#### Leyendas
Comparte con la villa de Alfarnatejo una leyenda que es el origen de sus respectivos apodos: “tejones” y “palancos”. El suceso, aunque verosímil, no deja de estar cubierto por el velo de la leyenda. Sucedió que una piedra de grandes proporciones que existía en el actual “Camino del Malinfierno” (su nombre más antiguo y auténtico es “Valdeinfierno”), antiguo camino de caballería y único que enlazaba ambas poblaciones y que hacía las veces de separación de términos; rodó como consecuencia de una torrencial tormenta hasta que fue a colocarse en medio del camino, obstaculizándolo. Para reabrirlo, acordaron los de Alfarnate llevar hierros y palos que pretendían usar como palancas (palancos), mientras que los de Alfarnatejo lo hicieron con picos y palas, dado su afán de socavar (tejones) la piedra para que ésta rodara con su propio peso. Al final, venció la propuesta de Alfarnatejo y la piedra rodó hasta el cauce del río donde, dicen, aún hoy permanece.
En el fondo de la cuestión está la referencia a un lugar llamado “el Palancar”, sito en el llano de Alfarnate, de donde le viene el nombre o mote a los alfarnateños (palancos); pudiera ser que por haber estado allí un primer asentamiento de las primeras edificaciones del pueblo, cuando Alfarnate simplemente era un pequeño núcleo de casas sin formar parte todavía de una puebla o una villa como tal. La leyenda anterior es por tanto, como no podía ser de otra manera, solamente una leyenda sin más.
Señalar también las demás leyendas que hemos mencionado antes, como la de la aparición de la Virgen de Monsalud en el lugar donde ahora se encuentra su ermita y la de Candiles, el bandolero que fue asesinado de una granada de mano por un guardia civil y fue supuestamente expuesto delante del Ayuntamiento fumándose un cigarrillo junto a algunos compañeros, para escarmentar a la población.

#### Manifestaciones culturales

##### Literatura
Se alude a la localidad en la novela Juanita la Larga (1895) del escritor, diplomático y político español Juan Valera. Así se demuestra en el siguiente fragmento:
“Asombrosa era la actividad de D. Paco, pero distaba mucho de ser estéril. Con tantos oficios florecía él y medraba que era una bendición del cielo, y aunque había empezado en su mocedad por no poseer más que el día y la noche, había acabado por ser propietario de buenas fincas. Poseía dos hazas en el ruedo, de tres fanegas la una. La otra sólo tenía una fanega y cinco celemines; pero como allá en lo antiguo había estado el cementerio en aquel sitio, la tierra era muy generosa y producía los garbanzos más mantecosos y más gordos y tiernos que se comían en toda la provincia, y en cuya comparación eran balines los celebrados garbanzos de Alfarnate.” 
Asimismo, es de vital importancia destacar el texto de la Embajada; un romance octosílabo recogido por Victoriano Frías en 1934 pero incluido en la tradición oral desde el siglo XVII-XVIII. Se recita durante la Embajada, en el Ejido y delante de la Virgen y a través del mismo, se escenifica el rapto y recuperación de la Virgen por parte de moros y cristianos respectivamente.

##### Música
Hay una banda de música municipal, compartida con Alfarnatejo, que acompaña en las procesiones y festividades del Lugar.
Se conserva tradicionalmente el villancico “El Eterno”, una composición anónima y popular de versos endecasílabos que se atribuye al siglo XVII donde se relata el episodio de la Anunciación. Se sigue cantando por los y las alfarnateñas en Adviento y Navidad. Está formado por cuatro partes dispuestas de la siguiente forma:
1ª
Cuando el Eterno se quiso hacer Niño,
le dijo a un Ángel con grande cariño:
Mira, Gabriel, anda y ve a Galilea,
donde hallarás una pequeña aldea, 
hay una casa que de David viene,
hay una niña que quince años tiene,
está casada con un carpintero,
mas, aunque es pobre, así yo la quiero;
dale recados, que es de mis amores,
que de ella quiero todos sus favores;
dile si quiere en su vientre hospedarme, 
que de ella quiero tomar carne y sangre.
CANTEN LOS HOMBRES CON ALEGRÍA,
LAS ALABANZAS HOY DE MARÍA,
Y POR SER MADRE DEL DIVINO VERBO,
CANTEN LOS HOMBRES TIERRA, MAR Y CIELO.
CANTEN LOS HOMBRES CON ALEGRÍA,
LAS ALABANZAS HOY DE MARÍA.
2ª
En cumplimiento de misión tan alta,
vino Gabriel a la Virgen más casta,
¡Ave María!- dice él reverente,
yo soy Legado del Omnipotente;
por orden suya vengo a visitarte,
y en su secreto también a anunciarte,
por cuánto santa y humilde tú eres,
la más bendita entre las mujeres,
concebirás en tus puras entrañas,
por maravilla, una ofrenda extraña,
al Verbo Eterno y su sabiduría,
al Prometido Redentor, Mesías.
CANTEN LOS HOMBRES CON ALEGRÍA,
LAS ALABANZAS HOY DE MARÍA,
Y POR SER MADRE DEL DIVINO VERBO,
CANTEN LOS HOMBRES TIERRA, MAR Y CIELO.
CANTEN LOS HOMBRES CON ALEGRÍA,
LAS ALABANZAS HOY DE MARÍA.
3ª
María que estaba del Caso bien lejos,
se asombra y turba con este consejo;
recuerda llena de santo temor,
el voto grande que le hizo a su Dios,
y al Ángel dice: ¿Cómo ha de ser esto,
si no conozco varón ni comercio?;
pero el Arcángel que el temor advierte,
para alentarla dijo de esta suerte:
“No has de temer, Sacrosanta María,
que así lo ordena Aquel que me envía.
El Santo Espíritu te hará su sombra,
que este Misterio es de su amor obra”.
CANTEN LOS HOMBRES CON ALEGRÍA,
LAS ALABANZAS HOY DE MARÍA,
Y POR SER MADRE DEL DIVINO VERBO,
CANTEN LOS HOMBRES TIERRA, MAR Y CIELO.
CANTEN LOS HOMBRES CON ALEGRÍA,
LAS ALABANZAS HOY DE MARÍA.
4ª
Asegurada con esta respuesta,
dice María de rodillas puesta:
“He aquí la esclava del Señor Dios mío,
cúmplase en mí según su albedrío;
y de mi parte quiero que se haga,
lo que disponga según tu palabra”.
Dando María su contestación,
se obró el Misterio de la Encarnación,
y el que antes era Dios tan solamente,
quiso ser hombre también juntamente,
y siendo hijo natural del Padre,
quiso que fuera María su Madre.
CANTEN LOS HOMBRES CON ALEGRÍA,
LAS ALABANZAS HOY DE MARÍA,
Y POR SER MADRE DEL DIVINO VERBO,
CANTEN LOS HOMBRES TIERRA, MAR Y CIELO.
CANTEN LOS HOMBRES CON ALEGRÍA,
LAS ALABANZAS HOY DE MARÍA.

### Gastronomía
En Alfarnate, podemos destacar como plato típico el morrete, que es un revuelto de patatas y setas al que se le añade una salsa compuesta de pan, vinagre, pimiento dulce, pimiento picante, ajos y agua. Esta suculenta especialidad se toma sobre todo en invierno, para poder entrar en calor.
Otra receta será la de los maimones, que se hace con aceite, pan del día anterior y ajo y es ideal también para el invierno. 
La sopa de cachorreñas es un plato muy típico de esta localidad que se toma en invierno y se prepara poniendo al fuego la mezcla de ingredientes, especiada de pimentón, la cual se compondrá de cáscara de naranja, sal, ajo, aceite y migas de pan.
Olla es un plato muy consistente, a base de garbanzos (los de Alfarnate son famosos desde la antigüedad, nombrados incluso por Juan Valera en su obra Juanita la Larga (1895)), verdura y chorizo o morcilla.
El plato de los montes es una comida propia de los domingos de invierno y se hace con lomo en manteca colorá que se acompaña con patatas fritas, huevos fritos, chorizo, pimientos fritos y morcilla. Los huevos a lo bestia, tradicionales de otoño e invierno, se hicieron populares en la Venta de Alfarnate donde incluso se celebraban concursos para comerlos y se componen de huevos, manteca, ajo, migas, morcilla, chorizo, aceitunas y lomo de cerdo.
Comidas típicas de otros lugares reciben aquí una denominación propia, así el zoque o la catana corresponderían al gazpacho y el salmorejo, sin embargo al darle un nombre nuevo se le da una personalidad distinta. Asimismo, alimentos como las cerezas y el aceite, de aceituna verdial y hojiblanca este último principalmente, se cosechan en una proporción considerable. El embutido también, pues se sigue haciendo la tradicional matanza en algunas familias. 
Un dulce conocido en toda la provincia es el rosco carrero, el cual es autóctono de Alfarnate y está hecho de harina, azúcar, huevo, manteca de cerdo, anís seco y clavo. A los visitantes que acuden a este pueblo les llama mucho la atención tanto por su sabor, como su forma similar a un volcán. Otros dulces típicos de Alfarnate son los roscos de vino, mantecados y los exquisitos palillos, hechos con huevos, harina y azúcar. En la fiesta de San Marcos, se elaboran los hornazos (para los niños) y las pavitas (para las niñas), con masa de pan y huevo cocido.
Como bebida típica, tenemos el resoli, que se elabora a partir de aguardiente seco, café molido, canela en rama, clavo, azúcar y nuez moscada y se suele tomar en Navidad y Semana Santa.

### Medios de comunicación

#### Medios electrónicos
El servicio de telefonía procede de una antena compartida con Alfarnatejo. Igualmente, proporciona cobertura de fibra óptica a través de cajetines repartidos por toda la ciudad y de prácticamente todas las compañías del mercado.

## Deporte

### Instalaciones deportivas
Hay un polideportivo en la zona del barrio del Ejido y pistas de pádel. Encontramos, además, un gimnasio y una piscina municipal habilitada y abierta al público en el periodo estival.

### Entidades deportivas
Existen dos equipos municipales, como son el Alfarnate Club Deportivo (C.D.) de atletismo y de ciclismo.

## Alfarnateños ilustres
Victoriano Frías O’Valle fue una persona muy querida en Alfarnate por sus contribuciones al pueblo. Se trata de un ilustre abogado malagueño que tuvo a bien adquirir y restaurar la Venta de Alfarnate en 1969, la cual estaba en quiebra en aquel momento y recuperar la Embajada de Moros y Cristianos en 1971.
Luis del Castillo y Estévez-Redondo y Tapia, oriundo de Alfarnate, fue una persona de suma importancia en toda la península. Siendo diplomático español y componente de la Orden del rey Carlos III , fue cónsul en la isla de Madeira y Odesa y también vicecónsul en Túnez. Con el regreso de Fernando VII, vuelve a España y toma cargos de ministro y secretario del Consejo de Estado. 